# Língua aicanã
A língua aicanã é uma língua indígena brasileira falada pelos índios aicanãs na Terra Indígena Tubarão-Latundê e Terra Indígena Kwazá do Rio São Pedro. É uma língua isolada.
A língua acainã possui dezesseis consoantes e dez vogais, das quais seis são orais e quatro nasais.

## Vocabulário
Vocabulário da língua aikanã (Silva 2012):

### Topônimos
| Aikanã      | Português            |
| ----------- | -------------------- |
| Arara-Mu    | Rio Azul             |
| Aritxini    | Rio Chupinguaia      |
| Hane-Arari  | Rio Canário          |
| Hẽni-Mu     | Rio Pimenta Bueno    |
| Hiki-Mu     | Rio Barão de Melgaço |
| Hikurune-Mu | Rio Rico             |
| Jirũ-Mũ     | Rio do Urubu         |
| Kapasura    | Rio o Ouro           |
| Mariane     | Igarapé Água Preta   |
| Parari-Mu’i | Igarapé Dois Irmãos  |
| Samare      | Rio Corumbiara       |
| Sãrãro      | Rio Tanaru           |
| Tara-Mũ     | Rio São Pedro        |
| Tu-Mũ       | Igarapé Taboca       |
| Txerebe-Mũ  | Igarapé Maloca       |
| Txyme-Mũ    | Rio Nariz            |
| Uneru       | Rio Ipiranga         |
| Ure         | Rio Goiabeira        |
| Urumere     | Rio Omere            |
| Wiwene      | Rio Guaporé          |

### Flora e fauna
| \| Aikanã \| Português \| Taxonomia \| \| ---------------------------------------------------------------------- \| ---------------------------------------------------------------------- \| ---------------------------------------------------------------------------------------------------------------------------------- \| \| ajũme \| angico, paricá \| (árvore da família das mimosáceas, Anadenanthera peregrina) \| \| anäi \| samaúma \| (árvore da família das bombacáceas, Ceiba pentandra) \| \| ara \| cacau \| (árvores da família das esterculiáceas, Theobroma spp.) \| \| araky \| bodó, acari, cascudo \| (nome genérico dado aos peixes da família dos loricariídeos) \| \| araky-kumeru \| bodó-ferro-de cova \| (certa espécie de bodó, Rineloricaria sp.) \| \| ararape’i \| nome dado às garças brancas \| (aves da família dos ardeídos, Casmerodius sp. e Egretta sp.). cf. arara- \| \| aratawa \| certa espécie de árvore que produz um certo tipo de breu \| (família das burseráceas, Protium sp.) \| \| ara’i \| juriti-gemedeira \| (ave da família dos columbídeos, Leptotila rufaxilla) \| \| aru \| jenipapo \| (planta da família das rubiáceas, Genipa americana) \| \| arumã \| tapera, urubuzinho \| (ave da família dos buconídeos, Chelidoptera tenebrosa) \| \| aryme \| anta \| (mamífero perissodátilo da família dos tapirídeos, Tapirus terrestris) \| \| atu \| imburana, cerejeira \| (árvore da família das papilionáceas, Amburana cearensis); pilão grande de fazer chicha \| \| atue-ene \| cegonha \| (ave da família dos ciconiídeos, Euxenura maguari) \| \| atue-kamupu \| caranguejeira \| (nome dado às aranhas da família dos terafosídeos, Avicularia spp.). cf. kamupu \| \| au \| macaco-cuxiú \| (primata da família dos cebídeos, Chiropotes albinasus) \| \| aupeni \| saboneteiro \| (árvore da família das sapindáceceas, Sapindus sp.?) \| \| awa [àwá] \| arara \| (termo genérico dado às aves da família dos psitacídeos do gênero Ara) \| \| awa-zenawã \| arara-cabeção \| (Ara macao) \| \| awa-hadipe’i \| arara-vermelha \| (Ara chloroptera) \| \| awa-hyryrype’i \| arara-canindé \| (Ara ararauna) \| \| awa-hãihãi \| maracanã-de-cara-amarela \| (Ara manilata) \| \| awa-kaka-mäi’i \| maracanã \| (Ara severa) \| \| awa [ăwá] \| tauari, embirão \| (árvore da família das lecitidídeas, Couratari pulchra) \| \| awa-hudoni \| jequitibá \| (árvore da família das lecitidídeas, Cariniana spp.) \| \| awetxy \| saci \| (ave da família dos cuculídeos, Tapera naevia), demônio (que vive no leito dos rios, nas serras e nos cemitérios). cf. hihe’i \| \| ã \| vespa, marimbondo \| (termo genérico) \| \| ã-hary \| marimbondo-tatu \| (Synoeca cyanea) \| \| ã-pure-mũĩ \| marimbondo-da-noite, beijucaba, vespa-cega \| (Apoica pallida) \| \| ã-himenu \| vespa-cabocla, caba-de-igreja \| (Polistes canadensis) \| \| ã-kia-mũĩ \| tapiucaba \| (vespa que vive perto dos ninhos de japiins, Polybia dimidiata) \| \| ã-kiãkiã \| caba-macaco-da-noite \| (vive dentro de paus, Stelopolybia sp.) \| \| ã-mumu \| enxu, lechiguana \| (vespa que produz mel, Nectarina lecheguana) \| \| ãdy \| cuandu, porco-espinho \| (mamífero roedor da família dos eretizontídeos, Coendou prehensilis) \| \| ãky \| murumuru \| (certa palmeira, Astrocaryum murumuru) \| \| ãpiri \| jupará, gogó-de-sola \| (mamífero carnívoro da família dos procionídeos, Potos flavus) \| \| ãri’i [ã̀rìʔí] \| mogno \| (árvore da família das meliáceas, Swietenia macrophylla) \| \| ãri’i [ã̀ríʔí] \| coró de buriti \| (larva de coleóptero branca e comestível que vive dentro dos buritizeiros; o coleóptero associado chama-se piripiri). cf. piripiri \| \| ãroa \| jacaré \| (termo genérico) \| \| ãrũi \| urutau-pequeno, mãe-da-lua \| (ave da família dos nictibiídeos, Nyctibius griseus) \| \| ãrũi \| urutau-pequeno, mãe-da-lua \| (ave da família dos nictibiídeos, Nyctibius griseus) \| \| ãryoa \| cão, cachorro \| \| \| ãryoa-mäitiri \| cachorro do mato \| \| \| ãryoa-mu’i \| ariranha [lit. “cão-d'água”] \| (mamífero carnívoro da família dos mustelídeos, Pteronura brasiliensis) \| \| ãryoa-kiamu’u \| jaguarondi, gato-preto \| (mamífero carnívoro da família dos felídeos, Felis yaguarondi) \| \| ãryoa-inezãu \| mão-de-cachorro \| (certo tipo de pama, fruta da família das moráceas) \| \| ãryoa-kiamu’u \| jaguarondi, gato-preto \| \| \| ãryoa-mu’ĩ \| ariranha \| \| \| ãti \| peixe \| (genérico) \| \| ãti-bibia’i \| surubim \| (peixe da ordem dos siluriformes, Pseudoplatystoma fasciatum) \| \| ãti-manarẽ \| raia, arraia \| (peixes da ordem dos rajiformes, Potamotrygon spp.) \| \| ãti-zũ’ĩ \| peixe-elétrico \| (peixe da ordem dos gimnotiformes, Electrophorus electricus) \| \| ãti-ãryoa \| peixe-cachorro [lit. “peixe-cachorro”] \| (peixe da ordem dos cipriniformes, Hydrolycus sp.) \| \| ãti-kapire \| sardinha, arauiri \| (peixe da ordem dos cipriniformes, Triportheus spp.) \| \| ãti-zãne \| matrinxã \| (peixe da ordem dos cipriniformes, Brycon sp.) \| \| ãũ \| mutum-cavalo \| (ave da família dos cracídeos, Pauxi tuberosa) \| \| ãũãũ-bikãrẽ \| cigana \| (ave da família dos opistocomídeos, Opisthocomus hoazin) \| \| ãwĩ \| anu \| (aves da família dos cuculídeos, Crotophaga spp.) \| \| bäire \| certa espécie de jia \| (anfíbio da família dos leptodactilídeos, Leptodactylus rhodomystax) \| \| barakatutu \| mirindiba, capitão \| (árvore da família das combretáceas, Terminalia brasiliensis) \| \| barau \| bacurau-ocelado \| (ave da família dos caprimulgídeos, Nyctiphrynus ocellatus) \| \| biaruru \| certo tipo de bico-de-brasa \| (ave da família dos buconídeos, Monasa morphoeus) \| \| bikãrẽ \| tincoã, alma-de-gato \| (ave da família dos cuculídeos, Piaya cayana) \| \| biryry’i \| pinto-do-mato-coroado \| (pássaro da família dos formicariídeos, Formicarius colma) \| \| daekawakaẽ \| pomba-galega \| (ave da família dos columbídeos, Columba cayennensis) \| \| däire \| cedro-lagoano, araputanga \| (árvore da família das meliáceas, Swietenia sp.) \| \| däipäi-dudu \| certa espécie de perereca \| (anfíbio da família dos hilídeos, Hyla granosa) \| \| dapakuzĩ \| grilo-toupeira, paquinha \| (grilo da família dos grilotalpídeos, que cava galerias, Gryllotalpa hexadactyla) \| \| dapawa’i \| jandaíra, mandurim \| (certa abelha sem ferrão, Trigona interrupta) \| \| dapure \| preguiça-de-bentinho \| (mamífero xenartro da família dos bradipodídeos, Bradypus variegatus) \| \| dapyĩ \| nome dado às algas microscópicas que se encontram na água \| \| \| darakua \| saracura \| (ave da família dos ralídeos, Aramides cajanea) \| \| daredare \| borboleta, percevejo \| (termo genérico para todos os insetos das ordens dos lepidópteros e dos hemípteros) \| \| dau \| rato \| (termo genérico) \| \| dau-hadyry \| mucura-xixica [lit. “rato-quati”] \| (mamífero marsupial da família dos didelfídeos, Caluromys philander) \| \| dau-henuma \| mucura, gambá [lit. “rato de bolsa”] \| (mamífero marsupial da família dos didelfídeos, Didelphis marsupialis) \| \| dau-henuma-hananeri \| cuíca-d'água [lit. “gambá d'água”] \| (mamífero marsupial da família dos didelfídeos, Chironectes minimus) \| \| dawikuru \| certo tipo de bico-de-brasa \| (ave da família dos buconídeos, Monasa nigrifrons) \| \| dawiwi \| maçarico-pintado \| (ave da família dos escolopacídeos, Actitis macularia) \| \| depu \| embira-amarela \| (árvore da família das anonáceas, Xylopia nitida) \| \| diakape’i \| galo-da-campina, cardeal \| (pássaro da família dos fringilídeos, Paroaria gularis) \| \| dikare \| tucuma, tucum \| (certa palmeira, Astrocaryum tucuma). cf. näi \| \| dikare-teabäi \| coco-da-baía \| (palmeira plantada, Cocos nucifera) \| \| dikawanu \| uruçu \| (certa espécie de abelha sem ferrão, Trigona sp.) \| \| dipa \| lesma \| (moluscos da família dos limacídeos) \| \| dipara \| banana, sororoca do mato \| (planta da família das musáceas, Phenakospermum guianense) \| \| dite \| mandi \| (nome dado a certos peixes siluriformes, Pimelodus spp., Pimelodella sp.) \| \| diya \| tucano-de-peito-branco \| (ave da família dos ranfastídeos, Ramphastos tucanus) \| \| dodo’i \| torom \| (pássaro da família dos formicariídeos, Hylopezus sp.) \| \| doezazũ’i \| surubim \| (peixe siluriformes, Pseudoplatystoma fasciatum) \| \| durara \| urtiga \| (arbusta da família das urticáceas, Urera sp.) \| \| durere \| tatu-bola \| (mamífero xenartro da família dos dasipodídeos, Tolypeutes tricinctus) \| \| duru \| taxi, formiga-de-novato \| (nome dados a certas formigas que vivem no taxizeiro, Pseudomyrmex spp.). cf. duruera \| \| duruduru \| corocoró, coroca \| (ave da família dos tresquiornitídeos, Mesembrinibis cayennensis) \| \| duruera \| taxi \| (árvore em que vivem as formigas taxi, Tachigali sp.). cf. duru \| \| duwa \| certa espécie de taioba \| (planta da família das aráceas, Xanthosoma sagittifolium) \| \| dydy \| papagaio \| (termo genérico dado às aves da família dos psitacídeos e, principalmente, do gênero Amazona) \| \| dydy-ururupedika’i \| papagaio-caboclo \| (Amazona farinosa) \| \| dydy-kujere \| papagaio-estrela \| (Amazona ochrocephala) \| \| dydy-ti’iwe \| anacã \| (Deroptyus accipitrinus) \| \| dydy-dy’i \| murucututu \| (certo tipo de coruja da família dos estrigídeos, Pulsatrix perspicillata) \| \| dydyre \| cabaça \| (planta da família das cucurbitáceas, Lagenaria siceraria) \| \| dyi \| bolsa de tucum, saco, sacola \| \| \| dyka \| muçum \| (peixe serpentiforme da ordem dos simbranquiformes, Synbranchus marmoratus) \| \| dyna \| cará \| (planta da família das dioscoreáceas, Dioscorea spp.) \| \| dyna-kape \| cará-do-mato \| \| \| dyoa-i-zãu \| murici \| (arbusto da família das malpighiáceas, Byrsonima crassifolia) \| \| dypi \| berne, ura \| (larva de mosca que penetra na pele humana, Dermatobia hominis) \| \| dyrui \| traíra \| (certo peixe cipriniformes, Hoplias sp.) \| \| dyte \| cutia \| (termo designando duas espécies da família dos dasiproctídeos, Dasyprocta spp.) \| \| ekerekäi \| piranha-pintada \| (peixe cipriniformes, Serrasalmus hollandi) \| \| ekerekäi-wi’i \| piranha-preta \| (Serrasalmus rhombeus) \| \| eräi \| morcego \| (genérico) \| \| eräi-urupu \| certa espécie de morcego grande que come fruta \| (família dos filostomídeos, Artibeus sp.) \| \| ere \| apuí, figueira, tururi \| (árvores parasitas da família das clusiáceas, Clusia spp.) \| \| eroe \| queixada, porcão \| (mamífero artiodátilo da família dos taiaçuídeos, Tayassu pecari) \| \| eroe-txiri \| caititu [lit. “porco-murcho”] \| (Tayassu tajacu) \| \| eroe-kezaneri \| porco doméstico [lit. “porco-de-casa”] \| (Sus scrofa) \| \| eroera \| cachorro-do-mato, raposa \| \| \| eroera-hadi-kuka’i \| cachorro-do-mato-vinagre \| (carnívoro da família dos canídeos, Speothos venaticus) \| \| eroera-kuka’i \| cachorro-do-mato \| (carnívoro da família dos canídeos, Atelocynus microtis) \| \| eroera-ururu-kuka’i \| raposa, lobinho \| (carnívoro da família dos canídeos, Cerdocyon thous) \| \| eza’ĩ \| sabiá-poliglota \| (pássaro da família dos turdídeos, Turdus ignobilis) \| \| hadidi \| certo cogumelo comestível \| \| \| hadidu \| bico-de-guará \| (planta da família das musáceas, Heliconia hirsuta) \| \| haditimũ’ĩ \| cambará-rosa \| (árbusto da família das verbenáceas, Lantana sp.) \| \| hadiywa \| erva-de-são-joão \| (erva da famílias das compostas, Ageratum conyzoides) \| \| hadukapäi \| maruim, mosquito-pólvora \| (família dos ceratopogonídeos) \| \| hadyry \| quati \| (mamífero carnívoro da família dos procionídeos, Nasua nasua) \| \| hadyryryhe’i \| pinto-do-mato-de-cara-preta \| (pássaro da família dos formicariídeos, Formicarius analis) \| \| haisu \| sucupira, sapupira \| (árvore da família das papilionáceas, Andira spp.) \| \| haki \| milho \| (planta da família das gramíneas, Zea mays) \| \| hakiã \| certa espécie de jacundá \| (peixe perciformes, Crenicichla sp.) \| \| haki-päinepa \| certa espécie de formiga \| (Cephalotes atratus) \| \| haki-zãu \| arroz. cf. haki \| \| \| hakukäi \| nome dado a várias espécies de lagartas \| \| \| hanäide \| sarapó, tuvira \| (nome dado a vários peixes gimnotiformes) \| \| hananapäi \| mosca \| (termo genérico para as moscas da família dos muscídeos) \| \| hanora \| martim-pescador \| (termo genérico para as aves da família dos alcedinídeos, Chloroceryle spp. e Ceryle sp.) \| \| hanũ-papäi \| cipó-de-fogo, lixeira \| (cipó da família das dileniáceas, Davilla rugosa) \| \| harapure \| caju \| (árvore grande da família das anacardiáceas, Anacardium occidentale) \| \| harara \| pau-d'arco, ipê-roxo \| (árvore da família das bignoniáceas, Tabebuia sp.) \| \| hare \| piquiá, pequi \| (árvore da família das cariocaráceas, Caryocar villosum) \| \| hary \| tatu-quinze \| (mamífero da família dos dasipodídeos, Dasypus kappleri) \| \| hary-isi’i, hary-mäi \| tatu-galinha \| (mamífero da família dos dasipodídeos, Dasypus novemcinctus) \| \| harywe \| caga-fogo, tata-ira \| (certa abelha sem ferrão, Trigona tataira) \| \| hawãkäi \| socó-boi \| (ave da família dos ardeídeos, Tigrisoma lineatum) \| \| hawãkäi-si’i \| socozinho, socoí \| (ave da família dos ardeídeos, Butorides striatus) \| \| hawãkäi-wipe’i \| maguari \| (ave da família dos ardeídeos, Ardea cocoi) \| \| hazu \| irapuá, xupé \| (abelha sem ferrão, Trigona ruficrus) \| \| hãkiãtxyryhe’i \| saci-faisão \| (aves da família dos cuculídeos, Dromococcyx spp.) \| \| hãkynuĩ \| mucuim \| (artrópode da família dos trombidiídeos) \| \| hedawakari \| tesourinha \| (pássaro da família dos tiranídeos, Muscivora tyrannus) \| \| hedy \| pim cuiabano \| (certa árvore) \| \| hedydy \| pau-buchudo, pau-barrigudo \| (certa árvore) \| \| heräikaka \| pororoca \| (certa espécie de árvore) \| \| heräiti \| cumaru-ferro \| (árvore da família das papilionáceas, Dipteryx sp.) \| \| heroe \| amapá \| (árvore da família das moráceas, Brosimum sp.) \| \| herui \| jatobá \| (árvore da família das cesalpiniáceas, Hymenaea courbaril) \| \| herui-kaka \| jatobá-mirim \| (árvore da família das cesalpiniáceas, Hymenaea sp.) \| \| heryne \| piquiarana \| (árvore da família das cariocaráceas, Caryocar glabrum) \| \| heryry \| cana-fistula, cana-de-macaco \| (erva da família das canáceas, Costus spp.) \| \| henäi \| açaí \| (certa palmeira, Euterpe oleracea) \| \| hẽi \| juriti-pupu \| (ave da família dos columbídeos, Leptotila verreauxi) \| \| hidenũ \| espécie de breu que se gruda na árvore e serve para acender fogo \| \| \| hide-zãu \| marmelo, marmelada \| (arbusto da família das rubiáceas, Alibertia lanceolata) \| \| hidira \| certa árvore do cerrado de fruta comestível \| \| \| hihe’i \| saci \| (ave da família dos cuculídeos, Tapera naevia). cf. awetxy \| \| hiki \| cipó, liana \| (termo genérico) \| \| hikurune \| patauá, patoá \| (certa palmeira, Oenocarpus bataua) \| \| hime \| sapé, capim-vassoura \| (erva da família das gramíneas, Andropogon sp.) \| \| himenu \| beija-flor \| (genérico) \| \| hinũ \| caracol, caramujo-do-mato \| (nome genérico para os moluscos gastrópodes terrestres) \| \| hinũ-nũmäi \| certo tipo de caracolzinho \| \| \| hira \| tiririca, erva cortante \| (ervas da família das ciperáceas, Scleria spp.) \| \| hiri \| pama \| (árvore frutífera da família das moráceas, Pseudolmedia laevigata) \| \| hiriri \| tamanduá-colete, mambira \| (mamífero xenartro da família dos mirmecofagídeos, Tamandua tetradactyla) \| \| hiru \| timbó \| (cipó da família das papilionáceas usado para matar peixe) \| \| hiwiri \| sururina, inambu-relógio \| (ave da família dos tinamídeos, Crypturellus soui) \| \| hiza \| certa árvore cujo breu serve para encerar fios \| \| \| hĩ \| inajá \| (certa palmeira, Attalea maripa) \| \| hĩzãu \| semente de inajá \| \| \| hĩpĩtxĩ \| lontrinha \| (mamífero carnívoro da família dos mustelídeos, Lutra longicaudis) \| \| hudupu \| zogue-zogue, uapuçá \| (primata da família dos cebídeos, Callicebus moloch) \| \| huhu’i \| torom-patinho \| (pássaro da família dos formicariídeos, Myrmothera campanisona) \| \| humeri \| capivara \| (mamífero roedor da família dos hidroquerídeos, Hydrochaeris hydrochaeris) \| \| hunũ- \| pavãozinho-do-pará \| (ave da família dos euripigídeos, Eurypyga helias) \| \| hutu \| seringueira \| (árvore da família das euforbiáceas, Hevea sp.) \| \| hũtũkũĩ \| garça-real \| (ave da família dos ardeídeos, Pilherodius pileatus) \| \| hũzãu \| fruta-de-macaco \| (certa árvore silvestre) \| \| hy \| bacaba \| (certa palmeira, Oenocarpus bacaba) \| \| hyapedika’i \| ave \| (genérico) \| \| hybari \| pato-do-mato \| (ave da família dos anatídeos, Cairina moschata), pato (genérico) \| \| hybari-diya \| carará, biguatinga [lit. “pato-tucano”] \| (ave da família dos anhingídeos, Anhinga anhinga) \| \| hybari-ãkusu \| corvo-marinho, biguá \| (ave da família dos falacrocoracídeos, Phalacrocorax brasilianus) \| \| hydi \| timbó \| (cipó usado para matar peixe, família das papilionáceas) \| \| hydi-torowe \| paxiúba-barriguda \| (certa palmeira, Iriartea ventricosa) \| \| hyhyhy’i \| macaco-da-noite \| (primata da família dos cebídeos, Aotus nigriceps) \| \| hyry \| buriti \| (certa palmeira, Mauritia flexuosa) \| \| hyryzãu \| semente de buriti \| \| \| hyrydydy \| udu, juruva \| (ave da família dos momotídeos, Momotus momota e Baryphthengus albogularis) \| \| hyryrysui \| uruçu \| (certa abelha sem ferrão, Trigona sp.) \| \| hywi \| certa abelha sem ferrão \| \| \| hyzã \| lagarta-de-fogo, taturana \| (lagarta de pelos urticantes da família dos megalopigídeos) \| \| iriwa \| quina \| (árvore da família das simarubáceas cuja casca é usada contra febre, Simaba cedron) \| \| iweryoa \| besouro-tigre \| (sua larva predadora vive em buraco vertical no solo, família dos cicindelídeos), divindade criadora da humanidade \| \| i’iwe \| termo genérico dado aos grandes felídeos, especialmente à onça-pintada \| (Panthera onca) e ao maracajá-açu (Felis pardalis) \| \| i’iwe-hadi-kuka’i \| onça-vermelha, suçuarana [lit. “onça-vermelha”] \| (Felis concolor) \| \| i’iwe’-ise’i \| maracajá-peludo \| (Felis wiedii) \| \| i’iwe-wi’i \| onça preta. cf. i’iwe \| \| \| ĩ-txyryni [de ĩ “sangue”] \| jacundá-vermelho \| (certa espécie de peixe perciformes, Crenicichla johanna) \| \| jajaru \| lacraia, centopeia \| (artrópodes da ordem dos quilópodes) \| \| jãkary \| araruta \| (planta da família das marantáceas, Maranta arundinacea) \| \| jãpuri \| mandioca \| (planta da família das euforbiáceas, Manihot utilissima) \| \| jãjãu’ĩ \| cauré \| (ave da família dos falconídeos, Falco rufigularis) \| \| jãu’ĩ \| gato doméstico. cf. jãu- \| \| \| jiji \| ituí-cavalo \| (certa espécie de sarapó, peixe gimnotiformes, Apteronotus albifrons) \| \| jika’izũĩ \| louva-a-deus \| (insetos da família dos mantídeos) \| \| jipäi \| tatu-peba \| (mamífero xenartro da família dos dasipodídeos, Euphractus sexcinctus) \| \| jiry \| castanha-do-pará \| (árvore da família das lecitidáceas, Bertholletia excelsa) \| \| joryoti \| jequitiranaboia, cigarra-cobra \| (cigarra da família dos fulgorídeos) \| \| jukukäi \| vaga-lume, pirilampo \| (família dos elaterídeos) \| \| jyene \| mãe-da-chuva \| (certa espécie de jia comestível, anfíbio da família dos leptodactilídeos, Leptodactylus pentadactylus) \| \| kady \| pulga, bicho-de-pé \| \| \| käi \| cupim \| (termo genérico para todos os insetos isópteros), piolho (Pediculus spp.) \| \| käidy \| camarão \| \| \| kamãtxiru \| jacu \| (aves da família dos cracídeos) \| \| kamãtxiru-kadoa \| jacu \| (Penelope spp.) \| \| kamãtxiru-parapäi \| cujubim, jacutinga \| (Pipile pipile) \| \| kamãtxiru-ti’iwe \| jacu-porco \| (ave da família dos cuculídeos, Neomorphus rufipennis) \| \| kamupu \| aranha \| (termo genérico) \| \| kapire \| nome dado a certa espécie de piaba \| (Bryconops sp.) e ao peixe-pedregulho (Anchoviella sp.) \| \| kapukapu \| araçari-de-bico-de-marfim \| (ave da família dos ranfastídeos, Pteroglossus azara) \| \| kapura \| parauacu, macaco-cabeludo \| (primata da família dos cebídeos, Pithecia monachus) \| \| karapa \| cipó-ambé \| (cipó da família das aráceas, Philodendron goeldii) \| \| karepupu \| caranguejo \| \| \| karidy \| jaborandi, joão-brandinho \| (árvore da família das rutáceas, Pilocarpus sp.) \| \| kasusu \| coelho \| (mamífero lagomorfo, Sylvilagus brasiliensis) \| \| kaukau \| cancão-grande \| (ave da família dos falconídeos, Daptrius americanus) \| \| kaukau-ti’iwe \| gralha-de-crista-negra \| (pássaro da família dos corvídeos, Cyanocorax chrysops) \| \| kazũte \| pau-mole \| (árvore da família das tiliáceas, Apeiba sp.) \| \| kãkã’i \| araçari-de-crista \| (ave da família dos ranfastídeos, Pteroglossus beauharnaesii) \| \| kemũke \| pupunha \| (certa palmeira de fruta comestível, Bactris gasipaes) \| \| kenepi \| escarabeu, vira-bosta \| (besouro da família dos escarabeídeos) \| \| kepy \| cobra-cega, mãe-de-saúva \| (termo dado às cobras das famílias dos tiflopídeos, leptotiflopídeos e anfisbenídeos) \| \| kerere \| sapo-cururu \| (sapo da família dos bufonídeos, Bufo marinus) \| \| keretuwäi \| arlequim \| (besouro da família dos cerambicídeos, Acrocinus sp.) \| \| keriyo \| japu \| (pássaro da família dos icterídeos, Psarocolius yuracares) \| \| keriyo-ypi \| japu-de-crista \| (Psarocolius decumanus) \| \| kezazũ’i \| corruíra-de-casa, garrincha \| (pássaro da família dos trogloditídeos, Troglodytes aedon) \| \| kia \| sorva \| (árvore da família das apocináceas, Couma utilis) \| \| kiã-ãtu \| jiboia, sucuriju \| (nome dado a certas cobras da família dos boídeos: Boa constrictor, Epicrates cenchria, Eunectes murinus) \| \| kiã-ãtu-kamuka \| olho-de-boi \| (cipó da família das papilionáceas, Mucuna spp.) \| \| kiã-dydy \| cobra-papagaio \| (cobras da família dos boídeos, Corallus spp.) \| \| kia-ẽizu \| cobra-cipó \| (espécie de cobra verde) \| \| kiã-murura \| cobra-grande \| (serpente mítica que viveria no fundo das águas) \| \| kiamu’u \| irara \| (mamífero carnívoro da família dos mustelídeos, Eira barbara) \| \| kiãnẽ \| cobra, serpente \| (genérico) \| \| kiane-haneneri \| cobra-d'água \| (cobras da família dos colubrídeos, Helicops spp.) \| \| kiane-u’eje’í \| jararaca \| (cobras da família dos viperídeos, Bothrops spp.) \| \| kiane-werepedika’í \| surucucu, pico-de-jaca \| (cobra da família dos viperídeos, Lachesis mutus) \| \| kia-tatäi \| cobra-coral \| (cobras da família dos elapídeos, Micrurus spp.) \| \| kia-tara \| cobra-coral \| (cobras da família dos elapídeos, Micrurus spp.) \| \| kia-txukuĩ \| cobra-bicuda \| (cobra da família dos colubrídeos, Xenoxybelis argenteus) \| \| kiã-ypi \| muçurana \| (cobra da família dos colubrídeos, Clelia clelia) \| \| kidikidiawäikäi \| certas tocandiras de tamanho médio \| (certas formiga, Paraponera clavata e Odontomachus chelifer) \| \| kieriohĩ \| tucano-de-bico-preto \| (ave da família dos ranfastídeos, Ramphastos vitellinus) \| \| kikire \| certa espécie de periquito \| (ave da família dos psitacídeos) \| \| kikite \| certo tipo de macaco mítico. var. txikite \| \| \| kiri \| tamboatá \| (peixe siluriformes, Hoplosternum sp.) \| \| kirikiriwa \| tatu-de-rabo-mole \| (mamífero da família dos dasipodídeos, Cabassous unicinctus) \| \| kiripasa \| tartaruga, jabuti \| (termo genérico usado para todos os quelônios) \| \| kiripasa-hadinakapa’i \| jabuti-piranga \| (quelônio da família dos testudinídeos, Geochelone carbonaria) \| \| kiripasa-zedoa-resa-pa’i \| tracajá \| (quelônio da família dos pelomedusídeos, Podocnemis unifilis) \| \| kiripasa-ipiri-pa’i \| jabuti-machado \| (quelônio da família dos quelídeos, Platemys platycephala) \| \| kirukäi \| carrapato \| (termo geral para os artrópodes da família dos ixodídeos) \| \| kiryi \| saúva \| (nome dado às formigas do gênero Atta): kiyi-nukape’i tanajura (fêmea alada e comestível da saúva) \| \| kiywĩ \| sapo-de-chifre \| (anfíbio comestível da família dos leptodactilídeos, Ceratophrys cornuta) \| \| kizu \| bacuri \| (árvores frutíferas da família das clusiáceas, Platonia sp. e Rheedia spp.) \| \| kodokodohyhe’i \| corujão-de-crista \| (ave da família dos estrigídeos, Lophostrix cristata) \| \| korokoro \| rato-toró \| (mamífero roedor da família dos equimiídeos, Dactylomys dactylinus) \| \| kõẽkõẽhĩ \| araponguinha, anambé \| (pássaro da família dos cotingídeos, Tityra semifasciata) \| \| kuakua \| aruá, caramujo-do-banhado \| (moluscos aquáticos da família dos ampularídeos) \| \| kuãkuã \| certo tipo de perereca comestível \| (anfíbio da família dos hilídeos, Hyla boans) \| \| kudara \| mapará \| (peixe Siluriformes, Hypophthalmus sp.) \| \| kudariru \| pacu-prata \| (peixe Cipriniformes, Metynnis sp.) \| \| kudariru-wi’i \| certa espécie de pacu \| (Tometes sp.) \| \| kuẽ \| mel de abelha \| (genérico); nome dado também a certas abelhas como o mandaguari (Trigona trinidadensis) \| \| kuẽ-kuraru \| abelha-da-terra \| (certa espécie de abelha) \| \| kuẽ-ãryoa \| uruçu-boi \| (Trigona quadripunctata) \| \| kui \| três-folhas \| (certa espécie de planta) \| \| kuitxere \| maitaca, maritaca \| (ave da família dos psitacídeos, Pionus menstruus) \| \| kuitxere-kiwimäi’i \| curica-de-bochecha-laranja \| (ave da família dos psitacídeos, Pionopsitta barrabandi) \| \| kujabu \| bacurau-comum \| (ave da família dos caprimulgídeos, Nyctidromus albicollis) \| \| kuku \| cigarra \| (termo genérico dado aos insetos da ordem dos homópteros) \| \| kukujau \| gavião, falcão \| (termo genérico para as aves das famílias dos acipitrídeos e dos falconídeos) \| \| kukujau-misã \| sovi \| (Ictinia plumbea) \| \| kukujau-aryme \| gavião-real \| (Harpia harpyja) \| \| kukujau-ãti \| gavião-caipira, gavião-belo [lit. “gavião-peixe”] \| (Buteogallus urubitinga, Busarellus nigricollis) \| \| kukujau-nenedypäi \| gavião-miudinho \| (Accipiter superciliosus) \| \| kukujau-tãtã-mäi’i \| falcão-caburé \| (Micrastur ruficollis) \| \| kukujau-haha-mäi’i \| falcão-relógio \| (Micrastur spp.) \| \| kukujau-aryme \| gavião-real. cf. kukujau \| \| \| kukujau-ãti \| gavião-caipira. cf. kukujau \| \| \| kukujau-haha-mäi’i \| falcão-relógio. cf. kukujau \| \| \| kukujau-karesa \| guatambu \| (árvore da família das apocináceas, Aspidosperma sp.) \| \| kukujau-nenedypäi \| gavião-miudinho. cf. kukujau \| \| \| kukujau-tãtã-mäi’i \| falcão-caburé. cf. kukujau \| \| \| kukukuriuhe’i \| gavião-pega-macaco \| (aves da família dos acipitrídeos, Spizaetus tyrannus e Spizaetus ornatus) \| \| kumada \| fava \| (planta da família das papilionáceas, Vicia faba) \| \| kumadara’i \| feijão \| (planta da família das papilionáceas, Phaseolus spp.) \| \| kumu \| caucho, mururé \| (árvore da família das moráceas, Brosimum acutifolium) \| \| kupa \| jurubeba, lobera \| (erva da família das solanáceas, Solanum spp.) \| \| kuraru \| galo, galinha \| \| \| kuraru- ukudurahe’i \| uru \| (ave da família dos fasianídeos, Odontophorus gujanensis) \| \| kuremato \| rolinha \| (aves da família dos columbídeos, Columbina spp.) \| \| kureta \| besouro-de-chifre \| (besouro de tamanho grande da família dos escarabeídeos) \| \| kurui \| lagarto \| (termo genérico), calango (lagarto da família dos teiídeos, Ameiva ameiva) \| \| kurui-haneneri \| iguana, camaleão [lit. “lagarto-d'água”] \| (lagarto da família dos iguanídeos, Iguana iguana) \| \| kurui-aru-ekawa’i \| certa espécie de lagarto \| (família dos iguanídeos, Plica umbra) \| \| kurui-kezaneri \| osga de casa \| (família dos geconídeos, Hemidactylus mabouia) \| \| kurui-titinekäi \| osga do mato \| (família dos geconídeos, Thecadactylus rapicaudus) \| \| kurui-hanemu-dika’i \| calango-liso [lit. “lagarto-costas-lisas”] \| (família dos cincídeos, Mabuya sp.) \| \| kurune \| teju, jacuraru \| (lagarto da família dos teiídeos, Tupinambis merianae) \| \| kurutu \| sapo, rã \| (termo genérico dado a todos os anfíbios anuros) \| \| kusuibubu \| corucão \| (certa espécie de bacurau, ave da família dos caprimulgídeos, Podager nacunda) \| \| kusupu \| certo tipo de cogumelo \| \| \| kyridy \| periquito-de-asa-dourada \| (ave da família dos psitacídeos, Brotogeris chrysoptera) \| \| kyri \| babaçu \| (certa palmeira, Attalea speciosa) \| \| kyrizu \| cocar em forma de coroa com uma cauda, feito do talo do buritizeiro \| \| \| kyryry \| mutuca, tábano \| (família dos tabanídeos) \| \| kytxyry \| marajá \| (certas palmeiras, Bactris spp.) \| \| madere-kua \| formiga-de-jacu \| (certa espécie de formiga-de-correição, Eciton sp.) \| \| madere-zu \| guarantã, carapanaúba \| (árvore da família das apocináceas, Aspidosperma sp.) \| \| madusa [talvez do castelhano boliviano gualusa “id.”] \| taioba, inhame-branco \| (planta da família das aráceas, Colocasia antiquorum) \| \| mäitxy \| vespa solitária que faz casa de barro \| (Trypoxylon sp.) \| \| maja \| abiurana \| (árvore da família das sapotáceas, Pouteria sp.) \| \| majẽre \| certa espécie de árvore que produz um breu \| (família das burseráceas, Protium sp.) \| \| manare \| peneira \| (tradicionalmente feita com a casca ou tala do arumã) \| \| manarezu \| arumã \| (planta da família das marantáceas, Ischnosiphon spp. e Calathea spp.) \| \| mane \| pau-de-bálsamo, cabreúva \| (árvore da família das papilionáceas, Myroxylon balsamum) \| \| manedy \| jataí \| (certa abelha sem ferrão, Trigona jaty) \| \| maru \| veado \| (nome dado a dois mamíferos artiodátilos da família dos cervídeos) \| \| maru \| veado-mateiro \| (Mazama americana) \| \| maru-kyrymäi \| veado-catingueiro [lit. “veado-roxo”] \| (Mazama gouazoupira) \| \| maru-kyrymäi \| veado-catingueiro. cf. maru \| \| \| marura \| tatu-canastra \| (mamífero xenartro da família dos dasipodídeos, Priodontes giganteus) \| \| marusawa’ \| certa lagarta comestível; pau-brasil, muirapixuna \| (árvore da família das cesalpiniáceas, Caesalpinia spp.) \| \| matxikiriru \| embuá, piolho-de-cobra \| (artrópodes da ordem dos diplópodes) \| \| menumenu \| mamangaba, mangangá \| (nome dado a vários abelhões, Bombus spp.) \| \| mimiko \| ariramba \| (ave da família dos galbulídeos, Galbula spp.) \| \| misara \| corda \| (feita de embaúba) \| \| muki \| embaúba \| (árvore da família das cecropiáceas, Cecropia spp.) \| \| mũmũpa’i \| bicho-papão \| \| \| mutu \| cipó-titica \| (cipó da família das aráceas, Heteropsis jenmanii) \| \| naẽpi \| capim, grama \| (termo genérico) \| \| naẽpi-nũ’i \| papa-capim \| (termo genérico dado aos pássaros granívoros da família dos fringilídeos) \| \| nãkapa \| sapo-aru, pipa \| (espécie de sapo da família dos pipídeos, Pipa pipa) \| \| napidydi-dara \| escada-de-jabuti \| (cipó da família das cesalpiniáceas, Bauhinia spp.) \| \| naure \| jacamim \| (ave da família dos psofiídeos, Psophia crepitans) \| \| ne \| taoca, formiga-de-jacamim \| (certa espécie de formiga-de-correição grande, Eciton sp.) \| \| nei \| pernilongo, carapanã \| (família dos culicídeos) \| \| nekuneku \| ipequi, paturi \| (ave da família dos heliornitídeos, Heliornis fulica) \| \| nene-dypäi \| pica-pau-amarelo \| (ave da família dos picídeos, Celeus flavus) \| \| neneripe \| tiriba-pintada \| (aves da família dos psitacídeos, Pyrrhura spp.) \| \| nenũ-ajy [de nenũ “excremento”] \| curimatã \| (peixe cipriniformes, Prochilodus rubrotaeniatus) \| \| nenu’i \| choca-barrada \| (pássaro da família dos formicariídeos, Thamnophilus doliatus) \| \| nepite \| graúna-grande, chico-preto \| (pássaro da família dos icterídeos, Scaphidura oryzivora) \| \| nũ \| algodão \| (planta da família das malváceas, Gossypium sp.) \| \| nunukapi \| libélula, lavandeira \| (insetos da família dos libelulídeos) \| \| nunuki-zãu \| creolim \| (árvore da família das verbenáceas, Duranta sp.) \| \| nuripapa \| certa abelha sem ferrão \| \| \| nũzã \| tamanduá-bandeira \| (mamífero xenartro da família dos mirmecofagídeos, Myrmecophaga tridactyla) \| \| nũzũ \| borduna \| (tradicionalmente feita de madeira de pupunha) \| \| pãjĩ \| araçari-castanho \| (ave da família dos ranfastídeos, Pteroglossus castanotis) \| \| paräidepäi \| piabão \| (certo peixinho da ordem dos cipriniformes, Astyanax sp.) \| \| pararirusa \| nome dado a certas espécies de pererecas \| (família dos hilídeos, Scinax spp.) \| \| parawadu 1. \| certa espécie de gafanhoto. 2. marupá, cacheta \| (árvore da família das simarubáceas, Simarouba amara) \| \| parãparãhe’i \| tananá \| (certa espécie de gafanhoto da família dos tetigoniídeos, Chlorocoelus sp.) \| \| pasaru \| formiga-boca-azeda, formiga-açucareira \| (certa espécie de formiga) \| \| pate-zãu [do castelhano peruano pate “cuia” e do aikanã zãu “semente”] \| abóbora \| (planta da família das cucurbitáceas, Cucurbita maxima) \| \| pepe \| certo tipo de bambu grande \| \| \| peryoa \| abelha \| (nome genérico dado às abelhas sem ferrão, família dos apídeos, subfamília dos meliponíneos) \| \| piama \| azulona, inambu-azul, macuco \| (ave da família dos tinamídeos, Tinamus tao) \| \| piamamäi \| passarinho [lit. “macuco-pequeno”] \| (termo genérico) \| \| pidipidi \| mosquinha-da-fruta \| (da família dos drosofilídeos) \| \| pinujẽ \| esquilo \| (termo designando duas espécies de roedores da família dos ciurídeos: Sciurus spadiceus e Sciurus aestuans) \| \| pira \| formiga-de-fogo, lava-pés \| (nome dado a certas formigas, Solenopsis spp.) \| \| pira-wipe’i \| certa formiguinha preta \| \| \| pirapira \| mexilhão de água doce \| (moluscos bivalves de até 15 cms, Anodonta sp.) \| \| pireke \| tapiu \| (certa espécie de formiga que constrói um enorme formigueiro arborícola, Crematogaster sp.) \| \| piriawady \| andorinha \| (termo gebérico dado às aves das famílias dos hirundinídeos e dos apodídeos) \| \| piripiri \| certo coleóptero do qual nasce o coró do buriti. cf. ãri’i \| \| \| pizazumäi \| piaba \| (nome genérico dado aos peixes cipriniformes de tamanho pequeno) \| \| pĩ’ĩ \| pipira, tié-fogo \| (pássaro da família dos emberizídeos, Ramphocelus carbo) \| \| puma \| paxiúba \| (certa palmeira, Socratea exorrhiza) \| \| puma-hy’adua’i \| assoalho de paxiúba \| \| \| pune \| formiga-taracuá \| (Camponotus femoratus) \| \| pupuera \| serra-pau \| (besouro da família dos cerambicídeos) \| \| pupure \| coruja \| (aves da família dos estrigídeos, Otus spp., Ciccaba spp.) \| \| pupure-dyneri \| coruja-do-campo, coruja-buraqueira \| (Speotyto cunicularia) \| \| pupure-ti’iwe tovaca \| (pássaro da família dos formicariídeos, Chamaeza nobilis) \| \| \| pupure-dyneri \| coruja-buraqueira. cf. pupure \| \| \| pupure-ti’iwe \| tovaca. cf. pupure \| \| \| pupuri \| tipo de taioba redonda \| \| \| pupute \| perereca-azul \| (certas pererecas de ovos comestíveis, família dos hilídeos, Phyllomedusa spp.) \| \| pure-txy \| macaco-preto. cf. pure \| \| \| rimurimu \| certa abelha sem ferrão \| \| \| sabewa \| certo tipo de bambu \| \| \| sakireji \| negra-mina \| (certa árvore do cerrado) \| \| sarakuãkuã \| certo tipo de sapo \| \| \| sariã-zãu [do castelhano sandía “melancia” e do aikanã zãu “semente”] \| melancia \| (planta da família das cucurbitáceas, Citrullus vulgaris) \| \| sãĩ \| cancão-de-anta, gavião-de-anta \| (ave da família dos falconídeos, Daptrius ater) \| \| suãĩ \| suindara, rasga-mortalha \| (ave da família dos titonídeos, Tyto alba) \| \| suburu \| inambu-galinha \| (ave da família dos tinamídeos, Tinamus guttatus) \| \| suke \| mulungu, tento \| (árvore da família das papilionáceas, Ormosia arborea) \| \| sukie’u \| músico-da-mata, uirapuru \| (pássaro da família dos trogloditídeos, Cyphorhinus arada) \| \| sukiwäika \| rouxinol, primavera \| (pássaro da família dos icterídeos, Icterus cayanensis) \| \| surukuku \| surucuá \| (aves da família dos trogonídeos, Trogon melanurus, Trogon collaris) \| \| sururu \| caburé \| (corujinha da família dos estrigídeos, Glaucidium hardyi) \| \| tamu \| assa-peixe, pau-de-moquém \| (arbusto da família das compostas, Vernonia ferruginea) \| \| taparuwäi \| sapopema \| (certa espécie de árvore) \| \| tara \| urucu \| (arbusto da família das bixáceas, Bixa orellana) \| \| tãri \| periquitão-maracanã \| (ave da família dos psitacídeos, Aratinga leucophthalmus) \| \| tã’ĩ \| certa espécie de perereca \| (anfíbio anuro da família dos hilídeos) \| \| teitei’i \| certa espécie de perereca \| (anfíbio da família dos hilídeos, Cochranella sp.) \| \| tekune \| jeju \| (certo peixe cipriniformes, Hoplerythrinus unitaeniatus) \| \| tere \| piau, aracu \| (nome genérico dado aos peixes cipriniformes da família dos anostomídeos, Leporinus sp., Schizodon sp., Anostomus sp.) \| \| tẽtẽĩ \| pium, borrachudo \| (família dos simuliídeos) \| \| tidetide’i \| arapaço-de-bico-torto \| (pássaro da família dos dendrocolaptídeos, Campylorhamphus trochilirostris) \| \| tõai \| juruva-de-bico-largo \| (ave da família dos momotídeos, Electron platyrhynchum) \| \| tupäitupäi \| tatuquira, mosquito-palha \| (família dos psicodídeos) \| \| turumare \| pica-pau-grande \| (nome dado a várias aves da família dos picídeos, Dryocopus lineatus, Campephilus spp.) \| \| tutamenu \| garapa \| (certa árvore da família das cesalpiniáceas Apuleia sp.) \| \| tutura \| mumbaca \| (certa palmeira, Astrocaryum gynacanthum) \| \| tyityi’i \| mariquita, pula-pula \| (pássaros da família dos emberizídeos, Basileuterus spp.) \| \| tytywäi \| ubim \| (certas palmeiras, Geonoma spp.) \| \| tywi \| tabaco \| (planta da família das solanáceas, Nicotiana tabacum) \| \| tywi-zãu \| gengibre \| (erva da família das zingiberáceas, Zingiber officinale) \| \| tytywäi \| ubim \| (certas palmeiras, Geonoma spp.) \| \| txawa \| bugio, guariba \| (primata da família dos cebídeos, Alouatta seniculus) \| \| txere-bawa \| sabiá-coleira \| (pássaro da família dos turdídeos, Turdus albicollis) \| \| txetxe-peryoa \| mariposa-beija-flor \| (mariposas da família dos esfingídeos) \| \| txẽi \| macaco-de-cheiro, macaco-rabo-de-boi \| (primata da família dos cebídeos, Saimiri sciureus) \| \| txẽne’i \| certa espécie de jia pequena e comestível \| (anfíbio da família dos leptodactilídeos, Eleutherodactylus fenestratus) \| \| txiduriduwa \| garrinchão \| (pássaro da família dos trogloditídeos, Campylorhynchus sp.) \| \| txikipa \| sauim-branco \| (primata da família dos calitriquídeos, Callitrix argentata) \| \| txikiri-nene \| pica-pau-negro \| (ave da família dos picídeos, Melanerpes cruentatus) \| \| txiparanene \| formiga-de-correição, saca-saia, formiga-carioca \| (Eciton sp.) \| \| txipi \| gavião-tesoura \| (ave da família dos acipitrídeos, Elanoides forficatus) \| \| txipiru \| peroba-rosa \| (árvore da família das apocináceas, Aspidosperma sp.) \| \| txirikure \| apuim \| (espécie de periquito, ave da família dos psitacídeos, Touit huetii) \| \| txirute \| japiim, guaxe \| (pássaro da família dos icterídeos, Cacicus cela) \| \| txirute-kuiju \| japiim-guaxe \| (Cacicus haemorrhous) \| \| txiry \| pariri \| (árvore da família das sapotáceas, Pouteria pariry) \| \| txitxihizakapäi \| boiador, percevejo-d'água \| (certo percevejo aquático da família dos notonectídeos) \| \| txitxiparu \| barata \| (insetos da família dos blatídeos) \| \| txitxipu \| gafanhoto, grilo \| (termo genérico para todos os insetos ortópteros) \| \| txitxipu-hanineri \| grilo de taboca \| \| \| txõtxõbi \| arapaçu-de-garganta-amarela \| (pássaro da família dos dendrocolaptídeos, Xiphorhynchus guttatus) \| \| txyri \| sanhaço-pardo \| (pássaro da família dos emberizídeos, Thraupis palmarum) \| \| txyrytxyrywa \| pinto-d'água-comum \| (ave da família dos ralídeos, Laterallus melanophaius) \| \| ukereku \| pau-d'arco, ipê-amarelo \| (árvore da família das bignoníaceas, Tabebuia sp.) \| \| ununu \| taquara-de-fogo \| (certo tipo de bambu) \| \| urukazaka \| aracuá \| (ave da família dos cracídeos, Ortalis motmot) \| \| urukine \| pimenta \| (nome genérico dado às plantas da família das solanáceas, Capsicum spp.) \| \| urukuma \| anhuma, alencó \| (ave da família dos anhimídeos, Anhima cornuta) \| \| urupu \| urubu \| (termo genérico para as aves da família dos catartídeos) \| \| urutximu \| camapu \| (planta da família das solanáceas, Physalis spp.) \| \| uruwa \| guariroba \| (certa palmeira, Syagrus sp.) \| \| uruwa-dudu \| curuatá de guariroba \| (usado antigamente como caixa para guardar enfeites) \| \| uwa’i \| inambu-pedrês \| (ave da família dos tinamídeos, Crypturellus strigulosus) \| \| uwãsu \| surucuá-pavão \| (ave da família dos trogonídeos, Pharomachrus pavoninus) \| \| uwi \| paca \| (mamífero roedor da família dos dasiproctídeos, Agouti paca) \| \| wadupi \| anambé-pombo \| (pássaro da família dos cotingídeos, Gymnoderus foetidus) \| \| wae-kamupu \| angelim \| (árvore da família das papilioniáceas, Hymenolobium spp.) \| \| waekaru \| coração-de-negro \| (certa árvore da família das cesalpiniáceas) \| \| waekere \| certa espécie de murici \| (arbusto da família das malpighiáceas, Byrsonima sp.) \| \| waery \| certo tipo de perereca comestível \| (anfíbio da família dos hilídeos, Osteocephalus taurinus) \| \| wae-sukekäi \| barbudo \| (ave da família dos buconídeos, Malacoptila sp.) \| \| wae-zamumu’i \| escorrega-macaco \| (árvore da família das cesalpiniáceas, Peltogyne sp.) \| \| wae-zu \| itaúba \| (árvore da família das lauráceas, Mezilaurus itauba) \| \| wae-zũri \| copaíba, pau-de-óleo \| (árvore da família das cesalpiniáceas, Copaifera sp.) \| \| wäidukuku \| pomba-botafogo \| (ave da família dos columbídeos, Columba subvinacea) \| \| wäine \| cajá, taperebá \| (árvore da família das anacardíaceas, Spondias mombin) \| \| wäira \| batata-doce \| (planta da família das convolvuláceas, Ipomoea batatas) \| \| wäiwae \| peroba-mica \| (árvore da família das apocináceas, Aspidosperma sp.) \| \| wäiwäizu \| cricrió-seringueiro, poaieiro \| (pássaro da família dos cotingídeos, Lipaugus vociferans) \| \| wakemuke \| acariquara \| (árvore da família das olacáceas, Minquartia guianensis) \| \| watawa \| acauã \| (ave da família dos falconídeos, Herpetotheres cachinnans; dizem que ele anuncia a morte de alguém) \| \| watawatare-zãu \| maracujá \| (planta da família das passifloráceas, Passiflora spp.) \| \| wauĩ \| urutau-grande \| (ave da família dos nictibiídeos, Nyctibius grandis) \| \| wã \| jaracatiá, mamoeiro-do-mato \| (arbusto da família das caricáceas, Jacaratia sp.) \| \| -wã-zãu \| mamão \| (planta da família das caricáceas, Carica papaya) \| \| wãẽĩ \| certa espécie de jia comestível \| (anfíbio da família dos leptodactilídeos, Leptodactylus stenodema) \| \| wãkãrẽ \| cunauaru \| (certo tipo de perereca arborícola da família dos hilídeos, Phrynohyas resinifictrix) \| \| werepepa’i \| biribá \| (árvore da família das anonáceas, Rollinia mucosa) \| \| weti \| cedro \| (árvore da família das meliáceas, Cedrela fissilis) \| \| we’atu \| massaranduba \| (árvore da família das sapotáceas, Manilkara huberi) \| \| wijaka \| bem-te-vi \| (pássaros da família dos tiranídeos, Pitangus spp.) \| \| wikere \| amendoim \| (planta da família das papilionáceas, Arachis hypogaea) \| \| wikereti \| papa-moscas-vermelho, verão \| (pássaro da família dos tiranídeos, Pyrocephalus rubinus) \| \| wita \| certo tipo de amendoim pequeno \| \| \| wĩe’i \| sanhaço-azul \| (pássaro da família dos emberizídeos, Thraupis episcopus) \| \| wõwõ’i \| surucuá-de-cauda-branca \| (ave da família dos trogonídeos, Trogon viridis) \| \| yre \| acará \| (nome genérico dado a certos peixes da família dos ciclídeos) \| \| yri \| bacuri \| (certa palmeira, Attalea phalerata) \| \| yryi \| abacaxi \| (planta da família das bromeliáceas, Ananas comosus) \| \| yryreräi \| acarapuru, moroba \| (certa espécie de jeju, peixe cipriniformes, Erythrinus erythrinus) \| \| yryte \| pomba-pedrês \| (ave da família dos columbídeos, Columba speciosa) \| \| zarazara \| uva-do-mato, cucura \| (árvore da família das cecropiáceas, Pourouma cecropiaefolia) \| \| zawazawa \| abelha-do-reino, oropa \| (abelha com ferrão introduzida na América do Sul, Apis mellifera) \| \| zãkure \| mamona, ricino \| (planta da família das euforbiáceas, Ricinus communis) \| \| zãmumu \| coró de patauá \| (larva de coleóptero branca e comestível que vive dentro da palmeira patauá) \| \| zãzãera \| bem-te-vi-pequeno \| (pássaro da família dos tiranídeos, Conopias parva) \| \| zupäi \| inambu-preto \| (ave da família dos tinamídeos, Crypturellus cinereus) \| \| zuzu \| minhoca \| (termo genérico para todos os anelídeos e outros oligoquetas) \| \| zũriri \| ingá \| (termo genérico dado a plantas da família das mimosáceas e do gênero Inga) \| |                                                                        | |
| Aikanã | Português                                                              | Taxonomia |
| ajũme | angico, paricá                                                         | (árvore da família das mimosáceas, Anadenanthera peregrina)                                                                        |
| anäi | samaúma                                                                | (árvore da família das bombacáceas, Ceiba pentandra)                                                                               |
| ara | cacau                                                                  | (árvores da família das esterculiáceas, Theobroma spp.)                                                                            |
| araky | bodó, acari, cascudo                                                   | (nome genérico dado aos peixes da família dos loricariídeos)                                                                       |
| araky-kumeru | bodó-ferro-de cova                                                     | (certa espécie de bodó, Rineloricaria sp.)                                                                                         |
| ararape’i | nome dado às garças brancas                                            | (aves da família dos ardeídos, Casmerodius sp. e Egretta sp.). cf. arara-                                                          |
| aratawa | certa espécie de árvore que produz um certo tipo de breu               | (família das burseráceas, Protium sp.)                                                                                             |
| ara’i | juriti-gemedeira                                                       | (ave da família dos columbídeos, Leptotila rufaxilla)                                                                              |
| aru | jenipapo                                                               | (planta da família das rubiáceas, Genipa americana)                                                                                |
| arumã | tapera, urubuzinho                                                     | (ave da família dos buconídeos, Chelidoptera tenebrosa)                                                                            |
| aryme | anta                                                                   | (mamífero perissodátilo da família dos tapirídeos, Tapirus terrestris)                                                             |
| atu | imburana, cerejeira                                                    | (árvore da família das papilionáceas, Amburana cearensis); pilão grande de fazer chicha                                            |
| atue-ene | cegonha                                                                | (ave da família dos ciconiídeos, Euxenura maguari)                                                                                 |
| atue-kamupu | caranguejeira                                                          | (nome dado às aranhas da família dos terafosídeos, Avicularia spp.). cf. kamupu                                                    |
| au | macaco-cuxiú                                                           | (primata da família dos cebídeos, Chiropotes albinasus)                                                                            |
| aupeni | saboneteiro                                                            | (árvore da família das sapindáceceas, Sapindus sp.?)                                                                               |
| awa [àwá] | arara                                                                  | (termo genérico dado às aves da família dos psitacídeos do gênero Ara)                                                             |
| awa-zenawã | arara-cabeção                                                          | (Ara macao) |
| awa-hadipe’i | arara-vermelha                                                         | (Ara chloroptera) |
| awa-hyryrype’i | arara-canindé                                                          | (Ara ararauna) |
| awa-hãihãi | maracanã-de-cara-amarela                                               | (Ara manilata) |
| awa-kaka-mäi’i | maracanã                                                               | (Ara severa) |
| awa [ăwá] | tauari, embirão                                                        | (árvore da família das lecitidídeas, Couratari pulchra)                                                                            |
| awa-hudoni | jequitibá                                                              | (árvore da família das lecitidídeas, Cariniana spp.)                                                                               |
| awetxy | saci                                                                   | (ave da família dos cuculídeos, Tapera naevia), demônio (que vive no leito dos rios, nas serras e nos cemitérios). cf. hihe’i      |
| ã | vespa, marimbondo                                                      | (termo genérico) |
| ã-hary | marimbondo-tatu                                                        | (Synoeca cyanea) |
| ã-pure-mũĩ | marimbondo-da-noite, beijucaba, vespa-cega                             | (Apoica pallida) |
| ã-himenu | vespa-cabocla, caba-de-igreja                                          | (Polistes canadensis) |
| ã-kia-mũĩ | tapiucaba                                                              | (vespa que vive perto dos ninhos de japiins, Polybia dimidiata)                                                                    |
| ã-kiãkiã | caba-macaco-da-noite                                                   | (vive dentro de paus, Stelopolybia sp.)                                                                                            |
| ã-mumu | enxu, lechiguana                                                       | (vespa que produz mel, Nectarina lecheguana)                                                                                       |
| ãdy | cuandu, porco-espinho                                                  | (mamífero roedor da família dos eretizontídeos, Coendou prehensilis)                                                               |
| ãky | murumuru                                                               | (certa palmeira, Astrocaryum murumuru)                                                                                             |
| ãpiri | jupará, gogó-de-sola                                                   | (mamífero carnívoro da família dos procionídeos, Potos flavus)                                                                     |
| ãri’i [ã̀rìʔí] | mogno                                                                  | (árvore da família das meliáceas, Swietenia macrophylla)                                                                           |
| ãri’i [ã̀ríʔí] | coró de buriti                                                         | (larva de coleóptero branca e comestível que vive dentro dos buritizeiros; o coleóptero associado chama-se piripiri). cf. piripiri |
| ãroa | jacaré                                                                 | (termo genérico) |
| ãrũi | urutau-pequeno, mãe-da-lua                                             | (ave da família dos nictibiídeos, Nyctibius griseus)                                                                               |
| ãrũi | urutau-pequeno, mãe-da-lua                                             | (ave da família dos nictibiídeos, Nyctibius griseus)                                                                               |
| ãryoa | cão, cachorro                                                          | |
| ãryoa-mäitiri | cachorro do mato                                                       | |
| ãryoa-mu’i | ariranha [lit. “cão-d'água”]                                           | (mamífero carnívoro da família dos mustelídeos, Pteronura brasiliensis)                                                            |
| ãryoa-kiamu’u | jaguarondi, gato-preto                                                 | (mamífero carnívoro da família dos felídeos, Felis yaguarondi)                                                                     |
| ãryoa-inezãu | mão-de-cachorro                                                        | (certo tipo de pama, fruta da família das moráceas)                                                                                |
| ãryoa-kiamu’u | jaguarondi, gato-preto                                                 | |
| ãryoa-mu’ĩ | ariranha                                                               | |
| ãti | peixe                                                                  | (genérico) |
| ãti-bibia’i | surubim                                                                | (peixe da ordem dos siluriformes, Pseudoplatystoma fasciatum)                                                                      |
| ãti-manarẽ | raia, arraia                                                           | (peixes da ordem dos rajiformes, Potamotrygon spp.)                                                                                |
| ãti-zũ’ĩ | peixe-elétrico                                                         | (peixe da ordem dos gimnotiformes, Electrophorus electricus)                                                                       |
| ãti-ãryoa | peixe-cachorro [lit. “peixe-cachorro”]                                 | (peixe da ordem dos cipriniformes, Hydrolycus sp.)                                                                                 |
| ãti-kapire | sardinha, arauiri                                                      | (peixe da ordem dos cipriniformes, Triportheus spp.)                                                                               |
| ãti-zãne | matrinxã                                                               | (peixe da ordem dos cipriniformes, Brycon sp.)                                                                                     |
| ãũ | mutum-cavalo                                                           | (ave da família dos cracídeos, Pauxi tuberosa)                                                                                     |
| ãũãũ-bikãrẽ | cigana                                                                 | (ave da família dos opistocomídeos, Opisthocomus hoazin)                                                                           |
| ãwĩ | anu                                                                    | (aves da família dos cuculídeos, Crotophaga spp.)                                                                                  |
| bäire | certa espécie de jia                                                   | (anfíbio da família dos leptodactilídeos, Leptodactylus rhodomystax)                                                               |
| barakatutu | mirindiba, capitão                                                     | (árvore da família das combretáceas, Terminalia brasiliensis)                                                                      |
| barau | bacurau-ocelado                                                        | (ave da família dos caprimulgídeos, Nyctiphrynus ocellatus)                                                                        |
| biaruru | certo tipo de bico-de-brasa                                            | (ave da família dos buconídeos, Monasa morphoeus)                                                                                  |
| bikãrẽ | tincoã, alma-de-gato                                                   | (ave da família dos cuculídeos, Piaya cayana)                                                                                      |
| biryry’i | pinto-do-mato-coroado                                                  | (pássaro da família dos formicariídeos, Formicarius colma)                                                                         |
| daekawakaẽ | pomba-galega                                                           | (ave da família dos columbídeos, Columba cayennensis)                                                                              |
| däire | cedro-lagoano, araputanga                                              | (árvore da família das meliáceas, Swietenia sp.)                                                                                   |
| däipäi-dudu | certa espécie de perereca                                              | (anfíbio da família dos hilídeos, Hyla granosa)                                                                                    |
| dapakuzĩ | grilo-toupeira, paquinha                                               | (grilo da família dos grilotalpídeos, que cava galerias, Gryllotalpa hexadactyla)                                                  |
| dapawa’i | jandaíra, mandurim                                                     | (certa abelha sem ferrão, Trigona interrupta)                                                                                      |
| dapure | preguiça-de-bentinho                                                   | (mamífero xenartro da família dos bradipodídeos, Bradypus variegatus)                                                              |
| dapyĩ | nome dado às algas microscópicas que se encontram na água              | |
| darakua | saracura                                                               | (ave da família dos ralídeos, Aramides cajanea)                                                                                    |
| daredare | borboleta, percevejo                                                   | (termo genérico para todos os insetos das ordens dos lepidópteros e dos hemípteros)                                                |
| dau | rato                                                                   | (termo genérico) |
| dau-hadyry | mucura-xixica [lit. “rato-quati”]                                      | (mamífero marsupial da família dos didelfídeos, Caluromys philander)                                                               |
| dau-henuma | mucura, gambá [lit. “rato de bolsa”]                                   | (mamífero marsupial da família dos didelfídeos, Didelphis marsupialis)                                                             |
| dau-henuma-hananeri | cuíca-d'água [lit. “gambá d'água”]                                     | (mamífero marsupial da família dos didelfídeos, Chironectes minimus)                                                               |
| dawikuru | certo tipo de bico-de-brasa                                            | (ave da família dos buconídeos, Monasa nigrifrons)                                                                                 |
| dawiwi | maçarico-pintado                                                       | (ave da família dos escolopacídeos, Actitis macularia)                                                                             |
| depu | embira-amarela                                                         | (árvore da família das anonáceas, Xylopia nitida)                                                                                  |
| diakape’i | galo-da-campina, cardeal                                               | (pássaro da família dos fringilídeos, Paroaria gularis)                                                                            |
| dikare | tucuma, tucum                                                          | (certa palmeira, Astrocaryum tucuma). cf. näi                                                                                      |
| dikare-teabäi | coco-da-baía                                                           | (palmeira plantada, Cocos nucifera)                                                                                                |
| dikawanu | uruçu                                                                  | (certa espécie de abelha sem ferrão, Trigona sp.)                                                                                  |
| dipa | lesma                                                                  | (moluscos da família dos limacídeos)                                                                                               |
| dipara | banana, sororoca do mato                                               | (planta da família das musáceas, Phenakospermum guianense)                                                                         |
| dite | mandi                                                                  | (nome dado a certos peixes siluriformes, Pimelodus spp., Pimelodella sp.)                                                          |
| diya | tucano-de-peito-branco                                                 | (ave da família dos ranfastídeos, Ramphastos tucanus)                                                                              |
| dodo’i | torom                                                                  | (pássaro da família dos formicariídeos, Hylopezus sp.)                                                                             |
| doezazũ’i | surubim                                                                | (peixe siluriformes, Pseudoplatystoma fasciatum)                                                                                   |
| durara | urtiga                                                                 | (arbusta da família das urticáceas, Urera sp.)                                                                                     |
| durere | tatu-bola                                                              | (mamífero xenartro da família dos dasipodídeos, Tolypeutes tricinctus)                                                             |
| duru | taxi, formiga-de-novato                                                | (nome dados a certas formigas que vivem no taxizeiro, Pseudomyrmex spp.). cf. duruera                                              |
| duruduru | corocoró, coroca                                                       | (ave da família dos tresquiornitídeos, Mesembrinibis cayennensis)                                                                  |
| duruera | taxi                                                                   | (árvore em que vivem as formigas taxi, Tachigali sp.). cf. duru                                                                    |
| duwa | certa espécie de taioba                                                | (planta da família das aráceas, Xanthosoma sagittifolium)                                                                          |
| dydy | papagaio                                                               | (termo genérico dado às aves da família dos psitacídeos e, principalmente, do gênero Amazona)                                      |
| dydy-ururupedika’i | papagaio-caboclo                                                       | (Amazona farinosa) |
| dydy-kujere | papagaio-estrela                                                       | (Amazona ochrocephala) |
| dydy-ti’iwe | anacã                                                                  | (Deroptyus accipitrinus) |
| dydy-dy’i | murucututu                                                             | (certo tipo de coruja da família dos estrigídeos, Pulsatrix perspicillata)                                                         |
| dydyre | cabaça                                                                 | (planta da família das cucurbitáceas, Lagenaria siceraria)                                                                         |
| dyi | bolsa de tucum, saco, sacola                                           | |
| dyka | muçum                                                                  | (peixe serpentiforme da ordem dos simbranquiformes, Synbranchus marmoratus)                                                        |
| dyna | cará                                                                   | (planta da família das dioscoreáceas, Dioscorea spp.)                                                                              |
| dyna-kape | cará-do-mato                                                           | |
| dyoa-i-zãu | murici                                                                 | (arbusto da família das malpighiáceas, Byrsonima crassifolia)                                                                      |
| dypi | berne, ura                                                             | (larva de mosca que penetra na pele humana, Dermatobia hominis)                                                                    |
| dyrui | traíra                                                                 | (certo peixe cipriniformes, Hoplias sp.)                                                                                           |
| dyte | cutia                                                                  | (termo designando duas espécies da família dos dasiproctídeos, Dasyprocta spp.)                                                    |
| ekerekäi | piranha-pintada                                                        | (peixe cipriniformes, Serrasalmus hollandi)                                                                                        |
| ekerekäi-wi’i | piranha-preta                                                          | (Serrasalmus rhombeus) |
| eräi | morcego                                                                | (genérico) |
| eräi-urupu | certa espécie de morcego grande que come fruta                         | (família dos filostomídeos, Artibeus sp.)                                                                                          |
| ere | apuí, figueira, tururi                                                 | (árvores parasitas da família das clusiáceas, Clusia spp.)                                                                         |
| eroe | queixada, porcão                                                       | (mamífero artiodátilo da família dos taiaçuídeos, Tayassu pecari)                                                                  |
| eroe-txiri | caititu [lit. “porco-murcho”]                                          | (Tayassu tajacu) |
| eroe-kezaneri | porco doméstico [lit. “porco-de-casa”]                                 | (Sus scrofa) |
| eroera | cachorro-do-mato, raposa                                               | |
| eroera-hadi-kuka’i | cachorro-do-mato-vinagre                                               | (carnívoro da família dos canídeos, Speothos venaticus)                                                                            |
| eroera-kuka’i | cachorro-do-mato                                                       | (carnívoro da família dos canídeos, Atelocynus microtis)                                                                           |
| eroera-ururu-kuka’i | raposa, lobinho                                                        | (carnívoro da família dos canídeos, Cerdocyon thous)                                                                               |
| eza’ĩ | sabiá-poliglota                                                        | (pássaro da família dos turdídeos, Turdus ignobilis)                                                                               |
| hadidi | certo cogumelo comestível                                              | |
| hadidu | bico-de-guará                                                          | (planta da família das musáceas, Heliconia hirsuta)                                                                                |
| haditimũ’ĩ | cambará-rosa                                                           | (árbusto da família das verbenáceas, Lantana sp.)                                                                                  |
| hadiywa | erva-de-são-joão                                                       | (erva da famílias das compostas, Ageratum conyzoides)                                                                              |
| hadukapäi | maruim, mosquito-pólvora                                               | (família dos ceratopogonídeos) |
| hadyry | quati                                                                  | (mamífero carnívoro da família dos procionídeos, Nasua nasua)                                                                      |
| hadyryryhe’i | pinto-do-mato-de-cara-preta                                            | (pássaro da família dos formicariídeos, Formicarius analis)                                                                        |
| haisu | sucupira, sapupira                                                     | (árvore da família das papilionáceas, Andira spp.)                                                                                 |
| haki | milho                                                                  | (planta da família das gramíneas, Zea mays)                                                                                        |
| hakiã | certa espécie de jacundá                                               | (peixe perciformes, Crenicichla sp.)                                                                                               |
| haki-päinepa | certa espécie de formiga                                               | (Cephalotes atratus) |
| haki-zãu | arroz. cf. haki                                                        | |
| hakukäi | nome dado a várias espécies de lagartas                                | |
| hanäide | sarapó, tuvira                                                         | (nome dado a vários peixes gimnotiformes)                                                                                          |
| hananapäi | mosca                                                                  | (termo genérico para as moscas da família dos muscídeos)                                                                           |
| hanora | martim-pescador                                                        | (termo genérico para as aves da família dos alcedinídeos, Chloroceryle spp. e Ceryle sp.)                                          |
| hanũ-papäi | cipó-de-fogo, lixeira                                                  | (cipó da família das dileniáceas, Davilla rugosa)                                                                                  |
| harapure | caju                                                                   | (árvore grande da família das anacardiáceas, Anacardium occidentale)                                                               |
| harara | pau-d'arco, ipê-roxo                                                   | (árvore da família das bignoniáceas, Tabebuia sp.)                                                                                 |
| hare | piquiá, pequi                                                          | (árvore da família das cariocaráceas, Caryocar villosum)                                                                           |
| hary | tatu-quinze                                                            | (mamífero da família dos dasipodídeos, Dasypus kappleri)                                                                           |
| hary-isi’i, hary-mäi | tatu-galinha                                                           | (mamífero da família dos dasipodídeos, Dasypus novemcinctus)                                                                       |
| harywe | caga-fogo, tata-ira                                                    | (certa abelha sem ferrão, Trigona tataira)                                                                                         |
| hawãkäi | socó-boi                                                               | (ave da família dos ardeídeos, Tigrisoma lineatum)                                                                                 |
| hawãkäi-si’i | socozinho, socoí                                                       | (ave da família dos ardeídeos, Butorides striatus)                                                                                 |
| hawãkäi-wipe’i | maguari                                                                | (ave da família dos ardeídeos, Ardea cocoi)                                                                                        |
| hazu | irapuá, xupé                                                           | (abelha sem ferrão, Trigona ruficrus)                                                                                              |
| hãkiãtxyryhe’i | saci-faisão                                                            | (aves da família dos cuculídeos, Dromococcyx spp.)                                                                                 |
| hãkynuĩ | mucuim                                                                 | (artrópode da família dos trombidiídeos)                                                                                           |
| hedawakari | tesourinha                                                             | (pássaro da família dos tiranídeos, Muscivora tyrannus)                                                                            |
| hedy | pim cuiabano                                                           | (certa árvore) |
| hedydy | pau-buchudo, pau-barrigudo                                             | (certa árvore) |
| heräikaka | pororoca                                                               | (certa espécie de árvore) |
| heräiti | cumaru-ferro                                                           | (árvore da família das papilionáceas, Dipteryx sp.)                                                                                |
| heroe | amapá                                                                  | (árvore da família das moráceas, Brosimum sp.)                                                                                     |
| herui | jatobá                                                                 | (árvore da família das cesalpiniáceas, Hymenaea courbaril)                                                                         |
| herui-kaka | jatobá-mirim                                                           | (árvore da família das cesalpiniáceas, Hymenaea sp.)                                                                               |
| heryne | piquiarana                                                             | (árvore da família das cariocaráceas, Caryocar glabrum)                                                                            |
| heryry | cana-fistula, cana-de-macaco                                           | (erva da família das canáceas, Costus spp.)                                                                                        |
| henäi | açaí                                                                   | (certa palmeira, Euterpe oleracea)                                                                                                 |
| hẽi | juriti-pupu                                                            | (ave da família dos columbídeos, Leptotila verreauxi)                                                                              |
| hidenũ | espécie de breu que se gruda na árvore e serve para acender fogo       | |
| hide-zãu | marmelo, marmelada                                                     | (arbusto da família das rubiáceas, Alibertia lanceolata)                                                                           |
| hidira | certa árvore do cerrado de fruta comestível                            | |
| hihe’i | saci                                                                   | (ave da família dos cuculídeos, Tapera naevia). cf. awetxy                                                                         |
| hiki | cipó, liana                                                            | (termo genérico) |
| hikurune | patauá, patoá                                                          | (certa palmeira, Oenocarpus bataua)                                                                                                |
| hime | sapé, capim-vassoura                                                   | (erva da família das gramíneas, Andropogon sp.)                                                                                    |
| himenu | beija-flor                                                             | (genérico) |
| hinũ | caracol, caramujo-do-mato                                              | (nome genérico para os moluscos gastrópodes terrestres)                                                                            |
| hinũ-nũmäi | certo tipo de caracolzinho                                             | |
| hira | tiririca, erva cortante                                                | (ervas da família das ciperáceas, Scleria spp.)                                                                                    |
| hiri | pama                                                                   | (árvore frutífera da família das moráceas, Pseudolmedia laevigata)                                                                 |
| hiriri | tamanduá-colete, mambira                                               | (mamífero xenartro da família dos mirmecofagídeos, Tamandua tetradactyla)                                                          |
| hiru | timbó                                                                  | (cipó da família das papilionáceas usado para matar peixe)                                                                         |
| hiwiri | sururina, inambu-relógio                                               | (ave da família dos tinamídeos, Crypturellus soui)                                                                                 |
| hiza | certa árvore cujo breu serve para encerar fios                         | |
| hĩ | inajá                                                                  | (certa palmeira, Attalea maripa)                                                                                                   |
| hĩzãu | semente de inajá                                                       | |
| hĩpĩtxĩ | lontrinha                                                              | (mamífero carnívoro da família dos mustelídeos, Lutra longicaudis)                                                                 |
| hudupu | zogue-zogue, uapuçá                                                    | (primata da família dos cebídeos, Callicebus moloch)                                                                               |
| huhu’i | torom-patinho                                                          | (pássaro da família dos formicariídeos, Myrmothera campanisona)                                                                    |
| humeri | capivara                                                               | (mamífero roedor da família dos hidroquerídeos, Hydrochaeris hydrochaeris)                                                         |
| hunũ- | pavãozinho-do-pará                                                     | (ave da família dos euripigídeos, Eurypyga helias)                                                                                 |
| hutu | seringueira                                                            | (árvore da família das euforbiáceas, Hevea sp.)                                                                                    |
| hũtũkũĩ | garça-real                                                             | (ave da família dos ardeídeos, Pilherodius pileatus)                                                                               |
| hũzãu | fruta-de-macaco                                                        | (certa árvore silvestre) |
| hy | bacaba                                                                 | (certa palmeira, Oenocarpus bacaba)                                                                                                |
| hyapedika’i | ave                                                                    | (genérico) |
| hybari | pato-do-mato                                                           | (ave da família dos anatídeos, Cairina moschata), pato (genérico)                                                                  |
| hybari-diya | carará, biguatinga [lit. “pato-tucano”]                                | (ave da família dos anhingídeos, Anhinga anhinga)                                                                                  |
| hybari-ãkusu | corvo-marinho, biguá                                                   | (ave da família dos falacrocoracídeos, Phalacrocorax brasilianus)                                                                  |
| hydi | timbó                                                                  | (cipó usado para matar peixe, família das papilionáceas)                                                                           |
| hydi-torowe | paxiúba-barriguda                                                      | (certa palmeira, Iriartea ventricosa)                                                                                              |
| hyhyhy’i | macaco-da-noite                                                        | (primata da família dos cebídeos, Aotus nigriceps)                                                                                 |
| hyry | buriti                                                                 | (certa palmeira, Mauritia flexuosa)                                                                                                |
| hyryzãu | semente de buriti                                                      | |
| hyrydydy | udu, juruva                                                            | (ave da família dos momotídeos, Momotus momota e Baryphthengus albogularis)                                                        |
| hyryrysui | uruçu                                                                  | (certa abelha sem ferrão, Trigona sp.)                                                                                             |
| hywi | certa abelha sem ferrão                                                | |
| hyzã | lagarta-de-fogo, taturana                                              | (lagarta de pelos urticantes da família dos megalopigídeos)                                                                        |
| iriwa | quina                                                                  | (árvore da família das simarubáceas cuja casca é usada contra febre, Simaba cedron)                                                |
| iweryoa | besouro-tigre                                                          | (sua larva predadora vive em buraco vertical no solo, família dos cicindelídeos), divindade criadora da humanidade                 |
| i’iwe | termo genérico dado aos grandes felídeos, especialmente à onça-pintada | (Panthera onca) e ao maracajá-açu (Felis pardalis)                                                                                 |
| i’iwe-hadi-kuka’i | onça-vermelha, suçuarana [lit. “onça-vermelha”]                        | (Felis concolor) |
| i’iwe’-ise’i | maracajá-peludo                                                        | (Felis wiedii) |
| i’iwe-wi’i | onça preta. cf. i’iwe                                                  | |
| ĩ-txyryni [de ĩ “sangue”] | jacundá-vermelho                                                       | (certa espécie de peixe perciformes, Crenicichla johanna)                                                                          |
| jajaru | lacraia, centopeia                                                     | (artrópodes da ordem dos quilópodes)                                                                                               |
| jãkary | araruta                                                                | (planta da família das marantáceas, Maranta arundinacea)                                                                           |
| jãpuri | mandioca                                                               | (planta da família das euforbiáceas, Manihot utilissima)                                                                           |
| jãjãu’ĩ | cauré                                                                  | (ave da família dos falconídeos, Falco rufigularis)                                                                                |
| jãu’ĩ | gato doméstico. cf. jãu-                                               | |
| jiji | ituí-cavalo                                                            | (certa espécie de sarapó, peixe gimnotiformes, Apteronotus albifrons)                                                              |
| jika’izũĩ | louva-a-deus                                                           | (insetos da família dos mantídeos)                                                                                                 |
| jipäi | tatu-peba                                                              | (mamífero xenartro da família dos dasipodídeos, Euphractus sexcinctus)                                                             |
| jiry | castanha-do-pará                                                       | (árvore da família das lecitidáceas, Bertholletia excelsa)                                                                         |
| joryoti | jequitiranaboia, cigarra-cobra                                         | (cigarra da família dos fulgorídeos)                                                                                               |
| jukukäi | vaga-lume, pirilampo                                                   | (família dos elaterídeos) |
| jyene | mãe-da-chuva                                                           | (certa espécie de jia comestível, anfíbio da família dos leptodactilídeos, Leptodactylus pentadactylus)                            |
| kady | pulga, bicho-de-pé                                                     | |
| käi | cupim                                                                  | (termo genérico para todos os insetos isópteros), piolho (Pediculus spp.)                                                          |
| käidy | camarão                                                                | |
| kamãtxiru | jacu                                                                   | (aves da família dos cracídeos) |
| kamãtxiru-kadoa | jacu                                                                   | (Penelope spp.) |
| kamãtxiru-parapäi | cujubim, jacutinga                                                     | (Pipile pipile) |
| kamãtxiru-ti’iwe | jacu-porco                                                             | (ave da família dos cuculídeos, Neomorphus rufipennis)                                                                             |
| kamupu | aranha                                                                 | (termo genérico) |
| kapire | nome dado a certa espécie de piaba                                     | (Bryconops sp.) e ao peixe-pedregulho (Anchoviella sp.)                                                                            |
| kapukapu | araçari-de-bico-de-marfim                                              | (ave da família dos ranfastídeos, Pteroglossus azara)                                                                              |
| kapura | parauacu, macaco-cabeludo                                              | (primata da família dos cebídeos, Pithecia monachus)                                                                               |
| karapa | cipó-ambé                                                              | (cipó da família das aráceas, Philodendron goeldii)                                                                                |
| karepupu | caranguejo                                                             | |
| karidy | jaborandi, joão-brandinho                                              | (árvore da família das rutáceas, Pilocarpus sp.)                                                                                   |
| kasusu | coelho                                                                 | (mamífero lagomorfo, Sylvilagus brasiliensis)                                                                                      |
| kaukau | cancão-grande                                                          | (ave da família dos falconídeos, Daptrius americanus)                                                                              |
| kaukau-ti’iwe | gralha-de-crista-negra                                                 | (pássaro da família dos corvídeos, Cyanocorax chrysops)                                                                            |
| kazũte | pau-mole                                                               | (árvore da família das tiliáceas, Apeiba sp.)                                                                                      |
| kãkã’i | araçari-de-crista                                                      | (ave da família dos ranfastídeos, Pteroglossus beauharnaesii)                                                                      |
| kemũke | pupunha                                                                | (certa palmeira de fruta comestível, Bactris gasipaes)                                                                             |
| kenepi | escarabeu, vira-bosta                                                  | (besouro da família dos escarabeídeos)                                                                                             |
| kepy | cobra-cega, mãe-de-saúva                                               | (termo dado às cobras das famílias dos tiflopídeos, leptotiflopídeos e anfisbenídeos)                                              |
| kerere | sapo-cururu                                                            | (sapo da família dos bufonídeos, Bufo marinus)                                                                                     |
| keretuwäi | arlequim                                                               | (besouro da família dos cerambicídeos, Acrocinus sp.)                                                                              |
| keriyo | japu                                                                   | (pássaro da família dos icterídeos, Psarocolius yuracares)                                                                         |
| keriyo-ypi | japu-de-crista                                                         | (Psarocolius decumanus) |
| kezazũ’i | corruíra-de-casa, garrincha                                            | (pássaro da família dos trogloditídeos, Troglodytes aedon)                                                                         |
| kia | sorva                                                                  | (árvore da família das apocináceas, Couma utilis)                                                                                  |
| kiã-ãtu | jiboia, sucuriju                                                       | (nome dado a certas cobras da família dos boídeos: Boa constrictor, Epicrates cenchria, Eunectes murinus)                          |
| kiã-ãtu-kamuka | olho-de-boi                                                            | (cipó da família das papilionáceas, Mucuna spp.)                                                                                   |
| kiã-dydy | cobra-papagaio                                                         | (cobras da família dos boídeos, Corallus spp.)                                                                                     |
| kia-ẽizu | cobra-cipó                                                             | (espécie de cobra verde) |
| kiã-murura | cobra-grande                                                           | (serpente mítica que viveria no fundo das águas)                                                                                   |
| kiamu’u | irara                                                                  | (mamífero carnívoro da família dos mustelídeos, Eira barbara)                                                                      |
| kiãnẽ | cobra, serpente                                                        | (genérico) |
| kiane-haneneri | cobra-d'água                                                           | (cobras da família dos colubrídeos, Helicops spp.)                                                                                 |
| kiane-u’eje’í | jararaca                                                               | (cobras da família dos viperídeos, Bothrops spp.)                                                                                  |
| kiane-werepedika’í | surucucu, pico-de-jaca                                                 | (cobra da família dos viperídeos, Lachesis mutus)                                                                                  |
| kia-tatäi | cobra-coral                                                            | (cobras da família dos elapídeos, Micrurus spp.)                                                                                   |
| kia-tara | cobra-coral                                                            | (cobras da família dos elapídeos, Micrurus spp.)                                                                                   |
| kia-txukuĩ | cobra-bicuda                                                           | (cobra da família dos colubrídeos, Xenoxybelis argenteus)                                                                          |
| kiã-ypi | muçurana                                                               | (cobra da família dos colubrídeos, Clelia clelia)                                                                                  |
| kidikidiawäikäi | certas tocandiras de tamanho médio                                     | (certas formiga, Paraponera clavata e Odontomachus chelifer)                                                                       |
| kieriohĩ | tucano-de-bico-preto                                                   | (ave da família dos ranfastídeos, Ramphastos vitellinus)                                                                           |
| kikire | certa espécie de periquito                                             | (ave da família dos psitacídeos)                                                                                                   |
| kikite | certo tipo de macaco mítico. var. txikite                              | |
| kiri | tamboatá                                                               | (peixe siluriformes, Hoplosternum sp.)                                                                                             |
| kirikiriwa | tatu-de-rabo-mole                                                      | (mamífero da família dos dasipodídeos, Cabassous unicinctus)                                                                       |
| kiripasa | tartaruga, jabuti                                                      | (termo genérico usado para todos os quelônios)                                                                                     |
| kiripasa-hadinakapa’i | jabuti-piranga                                                         | (quelônio da família dos testudinídeos, Geochelone carbonaria)                                                                     |
| kiripasa-zedoa-resa-pa’i | tracajá                                                                | (quelônio da família dos pelomedusídeos, Podocnemis unifilis)                                                                      |
| kiripasa-ipiri-pa’i | jabuti-machado                                                         | (quelônio da família dos quelídeos, Platemys platycephala)                                                                         |
| kirukäi | carrapato                                                              | (termo geral para os artrópodes da família dos ixodídeos)                                                                          |
| kiryi | saúva                                                                  | (nome dado às formigas do gênero Atta): kiyi-nukape’i tanajura (fêmea alada e comestível da saúva)                                 |
| kiywĩ | sapo-de-chifre                                                         | (anfíbio comestível da família dos leptodactilídeos, Ceratophrys cornuta)                                                          |
| kizu | bacuri                                                                 | (árvores frutíferas da família das clusiáceas, Platonia sp. e Rheedia spp.)                                                        |
| kodokodohyhe’i | corujão-de-crista                                                      | (ave da família dos estrigídeos, Lophostrix cristata)                                                                              |
| korokoro | rato-toró                                                              | (mamífero roedor da família dos equimiídeos, Dactylomys dactylinus)                                                                |
| kõẽkõẽhĩ | araponguinha, anambé                                                   | (pássaro da família dos cotingídeos, Tityra semifasciata)                                                                          |
| kuakua | aruá, caramujo-do-banhado                                              | (moluscos aquáticos da família dos ampularídeos)                                                                                   |
| kuãkuã | certo tipo de perereca comestível                                      | (anfíbio da família dos hilídeos, Hyla boans)                                                                                      |
| kudara | mapará                                                                 | (peixe Siluriformes, Hypophthalmus sp.)                                                                                            |
| kudariru | pacu-prata                                                             | (peixe Cipriniformes, Metynnis sp.)                                                                                                |
| kudariru-wi’i | certa espécie de pacu                                                  | (Tometes sp.) |
| kuẽ | mel de abelha                                                          | (genérico); nome dado também a certas abelhas como o mandaguari (Trigona trinidadensis)                                            |
| kuẽ-kuraru | abelha-da-terra                                                        | (certa espécie de abelha) |
| kuẽ-ãryoa | uruçu-boi                                                              | (Trigona quadripunctata) |
| kui | três-folhas                                                            | (certa espécie de planta) |
| kuitxere | maitaca, maritaca                                                      | (ave da família dos psitacídeos, Pionus menstruus)                                                                                 |
| kuitxere-kiwimäi’i | curica-de-bochecha-laranja                                             | (ave da família dos psitacídeos, Pionopsitta barrabandi)                                                                           |
| kujabu | bacurau-comum                                                          | (ave da família dos caprimulgídeos, Nyctidromus albicollis)                                                                        |
| kuku | cigarra                                                                | (termo genérico dado aos insetos da ordem dos homópteros)                                                                          |
| kukujau | gavião, falcão                                                         | (termo genérico para as aves das famílias dos acipitrídeos e dos falconídeos)                                                      |
| kukujau-misã | sovi                                                                   | (Ictinia plumbea) |
| kukujau-aryme | gavião-real                                                            | (Harpia harpyja) |
| kukujau-ãti | gavião-caipira, gavião-belo [lit. “gavião-peixe”]                      | (Buteogallus urubitinga, Busarellus nigricollis)                                                                                   |
| kukujau-nenedypäi | gavião-miudinho                                                        | (Accipiter superciliosus) |
| kukujau-tãtã-mäi’i | falcão-caburé                                                          | (Micrastur ruficollis) |
| kukujau-haha-mäi’i | falcão-relógio                                                         | (Micrastur spp.) |
| kukujau-aryme | gavião-real. cf. kukujau                                               | |
| kukujau-ãti | gavião-caipira. cf. kukujau                                            | |
| kukujau-haha-mäi’i | falcão-relógio. cf. kukujau                                            | |
| kukujau-karesa | guatambu                                                               | (árvore da família das apocináceas, Aspidosperma sp.)                                                                              |
| kukujau-nenedypäi | gavião-miudinho. cf. kukujau                                           | |
| kukujau-tãtã-mäi’i | falcão-caburé. cf. kukujau                                             | |
| kukukuriuhe’i | gavião-pega-macaco                                                     | (aves da família dos acipitrídeos, Spizaetus tyrannus e Spizaetus ornatus)                                                         |
| kumada | fava                                                                   | (planta da família das papilionáceas, Vicia faba)                                                                                  |
| kumadara’i | feijão                                                                 | (planta da família das papilionáceas, Phaseolus spp.)                                                                              |
| kumu | caucho, mururé                                                         | (árvore da família das moráceas, Brosimum acutifolium)                                                                             |
| kupa | jurubeba, lobera                                                       | (erva da família das solanáceas, Solanum spp.)                                                                                     |
| kuraru | galo, galinha                                                          | |
| kuraru- ukudurahe’i | uru                                                                    | (ave da família dos fasianídeos, Odontophorus gujanensis)                                                                          |
| kuremato | rolinha                                                                | (aves da família dos columbídeos, Columbina spp.)                                                                                  |
| kureta | besouro-de-chifre                                                      | (besouro de tamanho grande da família dos escarabeídeos)                                                                           |
| kurui | lagarto                                                                | (termo genérico), calango (lagarto da família dos teiídeos, Ameiva ameiva)                                                         |
| kurui-haneneri | iguana, camaleão [lit. “lagarto-d'água”]                               | (lagarto da família dos iguanídeos, Iguana iguana)                                                                                 |
| kurui-aru-ekawa’i | certa espécie de lagarto                                               | (família dos iguanídeos, Plica umbra)                                                                                              |
| kurui-kezaneri | osga de casa                                                           | (família dos geconídeos, Hemidactylus mabouia)                                                                                     |
| kurui-titinekäi | osga do mato                                                           | (família dos geconídeos, Thecadactylus rapicaudus)                                                                                 |
| kurui-hanemu-dika’i | calango-liso [lit. “lagarto-costas-lisas”]                             | (família dos cincídeos, Mabuya sp.)                                                                                                |
| kurune | teju, jacuraru                                                         | (lagarto da família dos teiídeos, Tupinambis merianae)                                                                             |
| kurutu | sapo, rã                                                               | (termo genérico dado a todos os anfíbios anuros)                                                                                   |
| kusuibubu | corucão                                                                | (certa espécie de bacurau, ave da família dos caprimulgídeos, Podager nacunda)                                                     |
| kusupu | certo tipo de cogumelo                                                 | |
| kyridy | periquito-de-asa-dourada                                               | (ave da família dos psitacídeos, Brotogeris chrysoptera)                                                                           |
| kyri | babaçu                                                                 | (certa palmeira, Attalea speciosa)                                                                                                 |
| kyrizu | cocar em forma de coroa com uma cauda, feito do talo do buritizeiro    | |
| kyryry | mutuca, tábano                                                         | (família dos tabanídeos) |
| kytxyry | marajá                                                                 | (certas palmeiras, Bactris spp.)                                                                                                   |
| madere-kua | formiga-de-jacu                                                        | (certa espécie de formiga-de-correição, Eciton sp.)                                                                                |
| madere-zu | guarantã, carapanaúba                                                  | (árvore da família das apocináceas, Aspidosperma sp.)                                                                              |
| madusa [talvez do castelhano boliviano gualusa “id.”] | taioba, inhame-branco                                                  | (planta da família das aráceas, Colocasia antiquorum)                                                                              |
| mäitxy | vespa solitária que faz casa de barro                                  | (Trypoxylon sp.) |
| maja | abiurana                                                               | (árvore da família das sapotáceas, Pouteria sp.)                                                                                   |
| majẽre | certa espécie de árvore que produz um breu                             | (família das burseráceas, Protium sp.)                                                                                             |
| manare | peneira                                                                | (tradicionalmente feita com a casca ou tala do arumã)                                                                              |
| manarezu | arumã                                                                  | (planta da família das marantáceas, Ischnosiphon spp. e Calathea spp.)                                                             |
| mane | pau-de-bálsamo, cabreúva                                               | (árvore da família das papilionáceas, Myroxylon balsamum)                                                                          |
| manedy | jataí                                                                  | (certa abelha sem ferrão, Trigona jaty)                                                                                            |
| maru | veado                                                                  | (nome dado a dois mamíferos artiodátilos da família dos cervídeos)                                                                 |
| maru | veado-mateiro                                                          | (Mazama americana) |
| maru-kyrymäi | veado-catingueiro [lit. “veado-roxo”]                                  | (Mazama gouazoupira) |
| maru-kyrymäi | veado-catingueiro. cf. maru                                            | |
| marura | tatu-canastra                                                          | (mamífero xenartro da família dos dasipodídeos, Priodontes giganteus)                                                              |
| marusawa’ | certa lagarta comestível; pau-brasil, muirapixuna                      | (árvore da família das cesalpiniáceas, Caesalpinia spp.)                                                                           |
| matxikiriru | embuá, piolho-de-cobra                                                 | (artrópodes da ordem dos diplópodes)                                                                                               |
| menumenu | mamangaba, mangangá                                                    | (nome dado a vários abelhões, Bombus spp.)                                                                                         |
| mimiko | ariramba                                                               | (ave da família dos galbulídeos, Galbula spp.)                                                                                     |
| misara | corda                                                                  | (feita de embaúba) |
| muki | embaúba                                                                | (árvore da família das cecropiáceas, Cecropia spp.)                                                                                |
| mũmũpa’i | bicho-papão                                                            | |
| mutu | cipó-titica                                                            | (cipó da família das aráceas, Heteropsis jenmanii)                                                                                 |
| naẽpi | capim, grama                                                           | (termo genérico) |
| naẽpi-nũ’i | papa-capim                                                             | (termo genérico dado aos pássaros granívoros da família dos fringilídeos)                                                          |
| nãkapa | sapo-aru, pipa                                                         | (espécie de sapo da família dos pipídeos, Pipa pipa)                                                                               |
| napidydi-dara | escada-de-jabuti                                                       | (cipó da família das cesalpiniáceas, Bauhinia spp.)                                                                                |
| naure | jacamim                                                                | (ave da família dos psofiídeos, Psophia crepitans)                                                                                 |
| ne | taoca, formiga-de-jacamim                                              | (certa espécie de formiga-de-correição grande, Eciton sp.)                                                                         |
| nei | pernilongo, carapanã                                                   | (família dos culicídeos) |
| nekuneku | ipequi, paturi                                                         | (ave da família dos heliornitídeos, Heliornis fulica)                                                                              |
| nene-dypäi | pica-pau-amarelo                                                       | (ave da família dos picídeos, Celeus flavus)                                                                                       |
| neneripe | tiriba-pintada                                                         | (aves da família dos psitacídeos, Pyrrhura spp.)                                                                                   |
| nenũ-ajy [de nenũ “excremento”] | curimatã                                                               | (peixe cipriniformes, Prochilodus rubrotaeniatus)                                                                                  |
| nenu’i | choca-barrada                                                          | (pássaro da família dos formicariídeos, Thamnophilus doliatus)                                                                     |
| nepite | graúna-grande, chico-preto                                             | (pássaro da família dos icterídeos, Scaphidura oryzivora)                                                                          |
| nũ | algodão                                                                | (planta da família das malváceas, Gossypium sp.)                                                                                   |
| nunukapi | libélula, lavandeira                                                   | (insetos da família dos libelulídeos)                                                                                              |
| nunuki-zãu | creolim                                                                | (árvore da família das verbenáceas, Duranta sp.)                                                                                   |
| nuripapa | certa abelha sem ferrão                                                | |
| nũzã | tamanduá-bandeira                                                      | (mamífero xenartro da família dos mirmecofagídeos, Myrmecophaga tridactyla)                                                        |
| nũzũ | borduna                                                                | (tradicionalmente feita de madeira de pupunha)                                                                                     |
| pãjĩ | araçari-castanho                                                       | (ave da família dos ranfastídeos, Pteroglossus castanotis)                                                                         |
| paräidepäi | piabão                                                                 | (certo peixinho da ordem dos cipriniformes, Astyanax sp.)                                                                          |
| pararirusa | nome dado a certas espécies de pererecas                               | (família dos hilídeos, Scinax spp.)                                                                                                |
| parawadu 1. | certa espécie de gafanhoto. 2. marupá, cacheta                         | (árvore da família das simarubáceas, Simarouba amara)                                                                              |
| parãparãhe’i | tananá                                                                 | (certa espécie de gafanhoto da família dos tetigoniídeos, Chlorocoelus sp.)                                                        |
| pasaru | formiga-boca-azeda, formiga-açucareira                                 | (certa espécie de formiga) |
| pate-zãu [do castelhano peruano pate “cuia” e do aikanã zãu “semente”] | abóbora                                                                | (planta da família das cucurbitáceas, Cucurbita maxima)                                                                            |
| pepe | certo tipo de bambu grande                                             | |
| peryoa | abelha                                                                 | (nome genérico dado às abelhas sem ferrão, família dos apídeos, subfamília dos meliponíneos)                                       |
| piama | azulona, inambu-azul, macuco                                           | (ave da família dos tinamídeos, Tinamus tao)                                                                                       |
| piamamäi | passarinho [lit. “macuco-pequeno”]                                     | (termo genérico) |
| pidipidi | mosquinha-da-fruta                                                     | (da família dos drosofilídeos) |
| pinujẽ | esquilo                                                                | (termo designando duas espécies de roedores da família dos ciurídeos: Sciurus spadiceus e Sciurus aestuans)                        |
| pira | formiga-de-fogo, lava-pés                                              | (nome dado a certas formigas, Solenopsis spp.)                                                                                     |
| pira-wipe’i | certa formiguinha preta                                                | |
| pirapira | mexilhão de água doce                                                  | (moluscos bivalves de até 15 cms, Anodonta sp.)                                                                                    |
| pireke | tapiu                                                                  | (certa espécie de formiga que constrói um enorme formigueiro arborícola, Crematogaster sp.)                                        |
| piriawady | andorinha                                                              | (termo gebérico dado às aves das famílias dos hirundinídeos e dos apodídeos)                                                       |
| piripiri | certo coleóptero do qual nasce o coró do buriti. cf. ãri’i             | |
| pizazumäi | piaba                                                                  | (nome genérico dado aos peixes cipriniformes de tamanho pequeno)                                                                   |
| pĩ’ĩ | pipira, tié-fogo                                                       | (pássaro da família dos emberizídeos, Ramphocelus carbo)                                                                           |
| puma | paxiúba                                                                | (certa palmeira, Socratea exorrhiza)                                                                                               |
| puma-hy’adua’i | assoalho de paxiúba                                                    | |
| pune | formiga-taracuá                                                        | (Camponotus femoratus) |
| pupuera | serra-pau                                                              | (besouro da família dos cerambicídeos)                                                                                             |
| pupure | coruja                                                                 | (aves da família dos estrigídeos, Otus spp., Ciccaba spp.)                                                                         |
| pupure-dyneri | coruja-do-campo, coruja-buraqueira                                     | (Speotyto cunicularia) |
| pupure-ti’iwe tovaca | (pássaro da família dos formicariídeos, Chamaeza nobilis)              | |
| pupure-dyneri | coruja-buraqueira. cf. pupure                                          | |
| pupure-ti’iwe | tovaca. cf. pupure                                                     | |
| pupuri | tipo de taioba redonda                                                 | |
| pupute | perereca-azul                                                          | (certas pererecas de ovos comestíveis, família dos hilídeos, Phyllomedusa spp.)                                                    |
| pure-txy | macaco-preto. cf. pure                                                 | |
| rimurimu | certa abelha sem ferrão                                                | |
| sabewa | certo tipo de bambu                                                    | |
| sakireji | negra-mina                                                             | (certa árvore do cerrado) |
| sarakuãkuã | certo tipo de sapo                                                     | |
| sariã-zãu [do castelhano sandía “melancia” e do aikanã zãu “semente”] | melancia                                                               | (planta da família das cucurbitáceas, Citrullus vulgaris)                                                                          |
| sãĩ | cancão-de-anta, gavião-de-anta                                         | (ave da família dos falconídeos, Daptrius ater)                                                                                    |
| suãĩ | suindara, rasga-mortalha                                               | (ave da família dos titonídeos, Tyto alba)                                                                                         |
| suburu | inambu-galinha                                                         | (ave da família dos tinamídeos, Tinamus guttatus)                                                                                  |
| suke | mulungu, tento                                                         | (árvore da família das papilionáceas, Ormosia arborea)                                                                             |
| sukie’u | músico-da-mata, uirapuru                                               | (pássaro da família dos trogloditídeos, Cyphorhinus arada)                                                                         |
| sukiwäika | rouxinol, primavera                                                    | (pássaro da família dos icterídeos, Icterus cayanensis)                                                                            |
| surukuku | surucuá                                                                | (aves da família dos trogonídeos, Trogon melanurus, Trogon collaris)                                                               |
| sururu | caburé                                                                 | (corujinha da família dos estrigídeos, Glaucidium hardyi)                                                                          |
| tamu | assa-peixe, pau-de-moquém                                              | (arbusto da família das compostas, Vernonia ferruginea)                                                                            |
| taparuwäi | sapopema                                                               | (certa espécie de árvore) |
| tara | urucu                                                                  | (arbusto da família das bixáceas, Bixa orellana)                                                                                   |
| tãri | periquitão-maracanã                                                    | (ave da família dos psitacídeos, Aratinga leucophthalmus)                                                                          |
| tã’ĩ | certa espécie de perereca                                              | (anfíbio anuro da família dos hilídeos)                                                                                            |
| teitei’i | certa espécie de perereca                                              | (anfíbio da família dos hilídeos, Cochranella sp.)                                                                                 |
| tekune | jeju                                                                   | (certo peixe cipriniformes, Hoplerythrinus unitaeniatus)                                                                           |
| tere | piau, aracu                                                            | (nome genérico dado aos peixes cipriniformes da família dos anostomídeos, Leporinus sp., Schizodon sp., Anostomus sp.)             |
| tẽtẽĩ | pium, borrachudo                                                       | (família dos simuliídeos) |
| tidetide’i | arapaço-de-bico-torto                                                  | (pássaro da família dos dendrocolaptídeos, Campylorhamphus trochilirostris)                                                        |
| tõai | juruva-de-bico-largo                                                   | (ave da família dos momotídeos, Electron platyrhynchum)                                                                            |
| tupäitupäi | tatuquira, mosquito-palha                                              | (família dos psicodídeos) |
| turumare | pica-pau-grande                                                        | (nome dado a várias aves da família dos picídeos, Dryocopus lineatus, Campephilus spp.)                                            |
| tutamenu | garapa                                                                 | (certa árvore da família das cesalpiniáceas Apuleia sp.)                                                                           |
| tutura | mumbaca                                                                | (certa palmeira, Astrocaryum gynacanthum)                                                                                          |
| tyityi’i | mariquita, pula-pula                                                   | (pássaros da família dos emberizídeos, Basileuterus spp.)                                                                          |
| tytywäi | ubim                                                                   | (certas palmeiras, Geonoma spp.)                                                                                                   |
| tywi | tabaco                                                                 | (planta da família das solanáceas, Nicotiana tabacum)                                                                              |
| tywi-zãu | gengibre                                                               | (erva da família das zingiberáceas, Zingiber officinale)                                                                           |
| tytywäi | ubim                                                                   | (certas palmeiras, Geonoma spp.)                                                                                                   |
| txawa | bugio, guariba                                                         | (primata da família dos cebídeos, Alouatta seniculus)                                                                              |
| txere-bawa | sabiá-coleira                                                          | (pássaro da família dos turdídeos, Turdus albicollis)                                                                              |
| txetxe-peryoa | mariposa-beija-flor                                                    | (mariposas da família dos esfingídeos)                                                                                             |
| txẽi | macaco-de-cheiro, macaco-rabo-de-boi                                   | (primata da família dos cebídeos, Saimiri sciureus)                                                                                |
| txẽne’i | certa espécie de jia pequena e comestível                              | (anfíbio da família dos leptodactilídeos, Eleutherodactylus fenestratus)                                                           |
| txiduriduwa | garrinchão                                                             | (pássaro da família dos trogloditídeos, Campylorhynchus sp.)                                                                       |
| txikipa | sauim-branco                                                           | (primata da família dos calitriquídeos, Callitrix argentata)                                                                       |
| txikiri-nene | pica-pau-negro                                                         | (ave da família dos picídeos, Melanerpes cruentatus)                                                                               |
| txiparanene | formiga-de-correição, saca-saia, formiga-carioca                       | (Eciton sp.) |
| txipi | gavião-tesoura                                                         | (ave da família dos acipitrídeos, Elanoides forficatus)                                                                            |
| txipiru | peroba-rosa                                                            | (árvore da família das apocináceas, Aspidosperma sp.)                                                                              |
| txirikure | apuim                                                                  | (espécie de periquito, ave da família dos psitacídeos, Touit huetii)                                                               |
| txirute | japiim, guaxe                                                          | (pássaro da família dos icterídeos, Cacicus cela)                                                                                  |
| txirute-kuiju | japiim-guaxe                                                           | (Cacicus haemorrhous) |
| txiry | pariri                                                                 | (árvore da família das sapotáceas, Pouteria pariry)                                                                                |
| txitxihizakapäi | boiador, percevejo-d'água                                              | (certo percevejo aquático da família dos notonectídeos)                                                                            |
| txitxiparu | barata                                                                 | (insetos da família dos blatídeos)                                                                                                 |
| txitxipu | gafanhoto, grilo                                                       | (termo genérico para todos os insetos ortópteros)                                                                                  |
| txitxipu-hanineri | grilo de taboca                                                        | |
| txõtxõbi | arapaçu-de-garganta-amarela                                            | (pássaro da família dos dendrocolaptídeos, Xiphorhynchus guttatus)                                                                 |
| txyri | sanhaço-pardo                                                          | (pássaro da família dos emberizídeos, Thraupis palmarum)                                                                           |
| txyrytxyrywa | pinto-d'água-comum                                                     | (ave da família dos ralídeos, Laterallus melanophaius)                                                                             |
| ukereku | pau-d'arco, ipê-amarelo                                                | (árvore da família das bignoníaceas, Tabebuia sp.)                                                                                 |
| ununu | taquara-de-fogo                                                        | (certo tipo de bambu) |
| urukazaka | aracuá                                                                 | (ave da família dos cracídeos, Ortalis motmot)                                                                                     |
| urukine | pimenta                                                                | (nome genérico dado às plantas da família das solanáceas, Capsicum spp.)                                                           |
| urukuma | anhuma, alencó                                                         | (ave da família dos anhimídeos, Anhima cornuta)                                                                                    |
| urupu | urubu                                                                  | (termo genérico para as aves da família dos catartídeos)                                                                           |
| urutximu | camapu                                                                 | (planta da família das solanáceas, Physalis spp.)                                                                                  |
| uruwa | guariroba                                                              | (certa palmeira, Syagrus sp.) |
| uruwa-dudu | curuatá de guariroba                                                   | (usado antigamente como caixa para guardar enfeites)                                                                               |
| uwa’i | inambu-pedrês                                                          | (ave da família dos tinamídeos, Crypturellus strigulosus)                                                                          |
| uwãsu | surucuá-pavão                                                          | (ave da família dos trogonídeos, Pharomachrus pavoninus)                                                                           |
| uwi | paca                                                                   | (mamífero roedor da família dos dasiproctídeos, Agouti paca)                                                                       |
| wadupi | anambé-pombo                                                           | (pássaro da família dos cotingídeos, Gymnoderus foetidus)                                                                          |
| wae-kamupu | angelim                                                                | (árvore da família das papilioniáceas, Hymenolobium spp.)                                                                          |
| waekaru | coração-de-negro                                                       | (certa árvore da família das cesalpiniáceas)                                                                                       |
| waekere | certa espécie de murici                                                | (arbusto da família das malpighiáceas, Byrsonima sp.)                                                                              |
| waery | certo tipo de perereca comestível                                      | (anfíbio da família dos hilídeos, Osteocephalus taurinus)                                                                          |
| wae-sukekäi | barbudo                                                                | (ave da família dos buconídeos, Malacoptila sp.)                                                                                   |
| wae-zamumu’i | escorrega-macaco                                                       | (árvore da família das cesalpiniáceas, Peltogyne sp.)                                                                              |
| wae-zu | itaúba                                                                 | (árvore da família das lauráceas, Mezilaurus itauba)                                                                               |
| wae-zũri | copaíba, pau-de-óleo                                                   | (árvore da família das cesalpiniáceas, Copaifera sp.)                                                                              |
| wäidukuku | pomba-botafogo                                                         | (ave da família dos columbídeos, Columba subvinacea)                                                                               |
| wäine | cajá, taperebá                                                         | (árvore da família das anacardíaceas, Spondias mombin)                                                                             |
| wäira | batata-doce                                                            | (planta da família das convolvuláceas, Ipomoea batatas)                                                                            |
| wäiwae | peroba-mica                                                            | (árvore da família das apocináceas, Aspidosperma sp.)                                                                              |
| wäiwäizu | cricrió-seringueiro, poaieiro                                          | (pássaro da família dos cotingídeos, Lipaugus vociferans)                                                                          |
| wakemuke | acariquara                                                             | (árvore da família das olacáceas, Minquartia guianensis)                                                                           |
| watawa | acauã                                                                  | (ave da família dos falconídeos, Herpetotheres cachinnans; dizem que ele anuncia a morte de alguém)                                |
| watawatare-zãu | maracujá                                                               | (planta da família das passifloráceas, Passiflora spp.)                                                                            |
| wauĩ | urutau-grande                                                          | (ave da família dos nictibiídeos, Nyctibius grandis)                                                                               |
| wã | jaracatiá, mamoeiro-do-mato                                            | (arbusto da família das caricáceas, Jacaratia sp.)                                                                                 |
| -wã-zãu | mamão                                                                  | (planta da família das caricáceas, Carica papaya)                                                                                  |
| wãẽĩ | certa espécie de jia comestível                                        | (anfíbio da família dos leptodactilídeos, Leptodactylus stenodema)                                                                 |
| wãkãrẽ | cunauaru                                                               | (certo tipo de perereca arborícola da família dos hilídeos, Phrynohyas resinifictrix)                                              |
| werepepa’i | biribá                                                                 | (árvore da família das anonáceas, Rollinia mucosa)                                                                                 |
| weti | cedro                                                                  | (árvore da família das meliáceas, Cedrela fissilis)                                                                                |
| we’atu | massaranduba                                                           | (árvore da família das sapotáceas, Manilkara huberi)                                                                               |
| wijaka | bem-te-vi                                                              | (pássaros da família dos tiranídeos, Pitangus spp.)                                                                                |
| wikere | amendoim                                                               | (planta da família das papilionáceas, Arachis hypogaea)                                                                            |
| wikereti | papa-moscas-vermelho, verão                                            | (pássaro da família dos tiranídeos, Pyrocephalus rubinus)                                                                          |
| wita | certo tipo de amendoim pequeno                                         | |
| wĩe’i | sanhaço-azul                                                           | (pássaro da família dos emberizídeos, Thraupis episcopus)                                                                          |
| wõwõ’i | surucuá-de-cauda-branca                                                | (ave da família dos trogonídeos, Trogon viridis)                                                                                   |
| yre | acará                                                                  | (nome genérico dado a certos peixes da família dos ciclídeos)                                                                      |
| yri | bacuri                                                                 | (certa palmeira, Attalea phalerata)                                                                                                |
| yryi | abacaxi                                                                | (planta da família das bromeliáceas, Ananas comosus)                                                                               |
| yryreräi | acarapuru, moroba                                                      | (certa espécie de jeju, peixe cipriniformes, Erythrinus erythrinus)                                                                |
| yryte | pomba-pedrês                                                           | (ave da família dos columbídeos, Columba speciosa)                                                                                 |
| zarazara | uva-do-mato, cucura                                                    | (árvore da família das cecropiáceas, Pourouma cecropiaefolia)                                                                      |
| zawazawa | abelha-do-reino, oropa                                                 | (abelha com ferrão introduzida na América do Sul, Apis mellifera)                                                                  |
| zãkure | mamona, ricino                                                         | (planta da família das euforbiáceas, Ricinus communis)                                                                             |
| zãmumu | coró de patauá                                                         | (larva de coleóptero branca e comestível que vive dentro da palmeira patauá)                                                       |
| zãzãera | bem-te-vi-pequeno                                                      | (pássaro da família dos tiranídeos, Conopias parva)                                                                                |
| zupäi | inambu-preto                                                           | (ave da família dos tinamídeos, Crypturellus cinereus)                                                                             |
| zuzu | minhoca                                                                | (termo genérico para todos os anelídeos e outros oligoquetas)                                                                      |
| zũriri | ingá                                                                   | (termo genérico dado a plantas da família das mimosáceas e do gênero Inga)                                                         |